# Irlanda
Irlanda (en irlandés: Éireⓘ; en inglés: Irelandⓘ), también  conocido como República de Irlanda, es un país soberano e insular que ocupa la mayor parte de la isla de Irlanda. Es uno de los veintisiete estados miembros de la Unión Europea. Su capital y ciudad más poblada es Dublín, situada en el este de la isla. El país tiene una única frontera terrestre con Irlanda del Norte, una de las naciones constitutivas del Reino Unido. La isla está rodeada por el océano Atlántico y tiene el mar Céltico al sur, el canal de San Jorge al sureste y el mar de Irlanda al este. Es una república parlamentaria con un presidente electo que ejerce de jefe de Estado. El jefe del gobierno, el Taoiseach, es nombrado por la Cámara Baja del Parlamento, la Dáil Éireann.
El moderno Estado irlandés consiguió su independencia efectiva del Reino Unido en 1922 tras una guerra de independencia que acabó con la firma del Tratado anglo-irlandés, mientras que el Úlster, luego Irlanda del Norte, permaneció dentro del Reino Unido. Esto agudizó el Conflicto de Irlanda del Norte –el cual aún perdura, pese a las negociaciones de paz– entre fuerzas unionistas pro- británicas y la población, que pretende la Independencia del Reino Unido, y la integración con la República de Irlanda. Aunque, en principio, Irlanda fue un dominio dentro del Imperio británico con el nombre de Estado Libre Irlandés, en 1931 se clarificó su completa independencia legislativa y en 1937 adoptó una nueva constitución y el nombre de Irlanda. En 1949 se eliminaron los deberes restantes de la figura del rey de Irlanda y el país se declaró una república. El Estado no tuvo relaciones formales con Irlanda del Norte durante la mayor parte del siglo xx, pero desde 1999 han cooperado en varias políticas en el marco del Consejo Ministerial Norte-Sur creado por el Acuerdo de Viernes Santo.
A principios del siglo xx, las medidas económicas proteccionistas debilitaron la economía irlandesa y, por ello, fueron desmanteladas en los años 1950. Irlanda se unió a la Comunidad Económica Europea en 1973. El liberalismo económico desde finales de los años 1980 resultó en una rápida expansión económica, particularmente entre 1995 y 2007, etapa en que Irlanda fue conocida como el Tigre Celta. En 2008 comenzó una crisis financiera sin precedentes que, unida a la crisis económica mundial, puso fin a dicha etapa de rápido crecimiento económico. Sin embargo, dado que la economía irlandesa fue la que más creció en la UE en 2015, Irlanda vuelve a subir rápidamente en las tablas de clasificación comparando riqueza y prosperidad a nivel internacional.
En 2017, Irlanda apareció en el cuarto lugar de las naciones más desarrolladas del mundo en el índice de desarrollo humano de las Naciones Unidas. Asimismo, la república irlandesa está en los puestos más altos en materia de libertad económica, política y de prensa. La República de Irlanda está en la actualidad entre los países más ricos del mundo en términos de renta per cápita. Hoy en día, Irlanda es uno de los países fundadores del Consejo de Europa y de la OCDE. El país sigue una política de neutralidad y no alineación y por ello no es miembro de la OTAN, aunque sí participa en la Asociación para la Paz.

## Etimología
El artículo 4 de la Constitución de Irlanda, que se adoptó en 1937, dice que «el nombre del Estado es Éire, o en inglés, Ireland». Para todos los propósitos oficiales, incluyendo relaciones internacionales y otros documentos legales, el gobierno irlandés usa el nombre de Ireland, además de utilizar Éire para documentos escritos en irlandés.
Las instituciones de la Unión Europea siguen el mismo sistema desde que el irlandés se convirtió en idioma oficial el 1 de enero de 2007 y llaman al Estado Éire - Ireland justo como los nombres oficiales que emplean para el pasaporte irlandés.
El nombre de la isla tiene su origen en el irlandés antiguo Ériu (en irlandés moderno Éire), con el añadido del término germánico land. Ériu, del protocéltico *Īwerjū (que también generó el gales: Iwerd, «Mar de Irlanda»), originalmente significaba 'gordura' en el sentido de fertilidad. Los celtas denominaban Éire a la población irlandesa, por lo que la tierra comenzó a llamarse «tierra del Éire» o Éireland, cuya derivación acabó siendo Ireland (Irlanda).
Hoy en día, el nombre oficial del Estado es Irlanda, Ireland (en inglés) y Éire (en irlandés). República de Irlanda, Republic of Ireland o Poblacht na hÉireann es la escritura del texto oficial.

## Historia

### Prehistoria y Edad Antigua

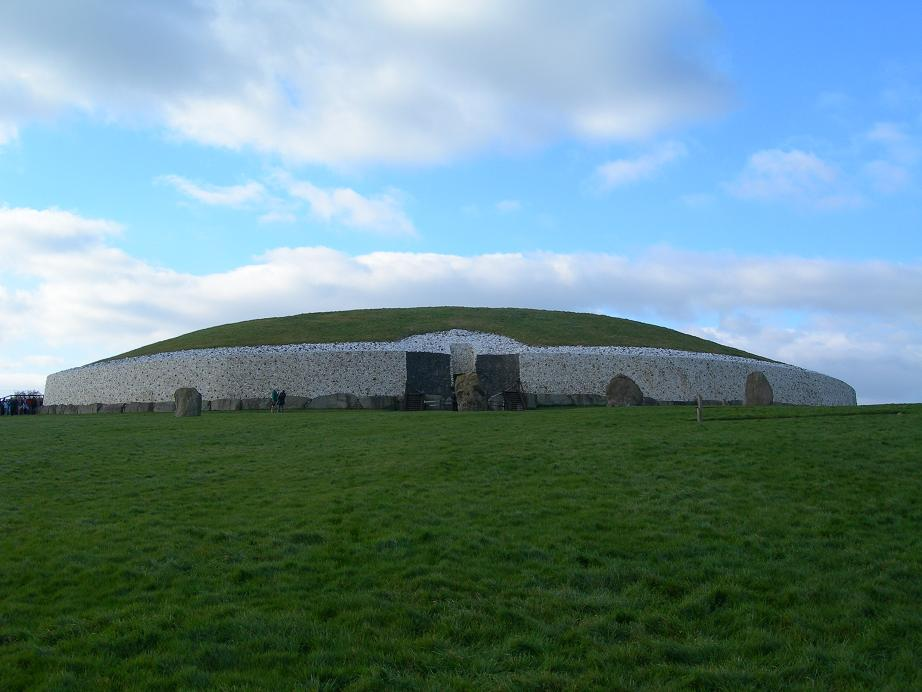
Newgrange, uno de los pasajes funerarios del complejo Brú na Bóinne.

Los habitantes originarios de Irlanda eran cazadores y recolectores durante el período Mesolítico y usaban herramientas de piedra. Alrededor del año 3000 a. C. evolucionaron a la Edad de Bronce, cultivando granos, criando animales domésticos y fabricando armas, herramientas y joyería de bronce. Al comienzo del 2000 a. C., construyeron grandes santuarios y tumbas de piedra (megalitos), todavía observables en el paisaje irlandés. En el siglo I a. C. estaba bajo el control de los pictos, gente del Neolítico descrita en el folclore irlandés como Fir Bolg.
Escocia toma su nombre de Scotus, término latino que significa «irlandés» (la forma plural es Scoti, «irlandeses»). Esto hace referencia a los colonizadores gaélicos de Irlanda, país que los romanos inicialmente llamaron Scotia (forma derivada de Scotus). Los irlandeses que colonizaron la actual Escocia eran conocidos como Scoti. Los romanos de la fase del bajo imperio utilizaban el nombre Caledonia para referirse a la actual Escocia.

Beltane.

Los primeros celtas llegaron alrededor de 1600 a. C. fundando la Irlanda celta. Políticamente los celtas dividieron Irlanda en cuatro provincias: Leinster, Munster, Úlster y Connacht. Antes de su llegada, las unidades básicas de la sociedad irlandesa eran las Tuatha, o pequeños reinos, cada uno de los cuales era bastante pequeño, aproximadamente 150 tuatha para una población de menos de 500 000 personas. El territorio completo estaba gobernado por un monarca denominado Gran Rey.
La lista tradicional de los nombrados con el título de «Rey Supremo de Irlanda» se remonta a miles de años, a mediados del II milenio a. C., aunque las primeras partes de la lista son bastante míticas. No se tiene certeza en qué punto de la lista comienza a referirse a individuos históricos y tampoco en qué punto se puede llamar a estos individuos «Rey Supremo», en el posterior sentido de la palabra. Esta estructura social se adaptaba al estilo de vida de los celtas, desde siempre predispuestos a organizarse en unidades tribales relativamente pequeñas y autónomas.
Los Anales de los cuatro maestros (en irlandés: Annala Rioghachta Éireann) o los Anales del reino de Irlanda por los cuatro maestros son una crónica de la historia de Irlanda. Las entradas abarcan las fechas entre el 2242 a. C. y el 1616 d. C., aunque se cree que las primeras entradas se refieren a fechas alrededor del 550 a. C. Son una recopilación de anales anteriores, aunque hay algunos trabajos originales. Se recopilaron entre 1632 y 1636 en el monasterio franciscano del Condado de Donegal.
Beltane o Bealtaine (tdl. ‘Buenfuego’) era un antiguo día festivo irlandés que se celebraba el 1 de mayo. Para los celtas, Beltane marcaba el comienzo de la temporada de verano pastoral, cuando las manadas de ganado se llevaban hacia los pastos de verano y a las tierras de pasto de las montañas. En irlandés moderno Mi na Bealtaine ('mes de Bealtaine') es el nombre del mes de mayo. A menudo, se abrevia el nombre del mes como Bealtaine, conociendo al día festivo como Lá Bealtaine. Una de las principales actividades de la festividad consistía en encender hogueras en las montañas y colinas con ritual y significado político en Oidhche Bhealtaine (La víspera de Bealtaine). En gaélico escocés moderno, se usa solo Lá Buidhe Bealtaine (el día amarillo de Bealltain) para describir el primer día de mayo.
San Patricio (384-461), un arzobispo y misionero venido de Escocia, llegó a Irlanda para convertir a los habitantes al cristianismo. Pudo realizar importantes conversiones dentro de las familias reales y, a través de las escuelas monacales, introdujo la palabra escrita (en latín). A la muerte de San Patricio, la élite irlandesa ya era letrada y registraba su historia por escrito. Irlanda se transformó casi exclusivamente en cristiana y en centro de erudición y cultura, pero la mayor parte de este legado fue destruido durante las incursiones vikingas de los siglos IX y X.

### Edad Media

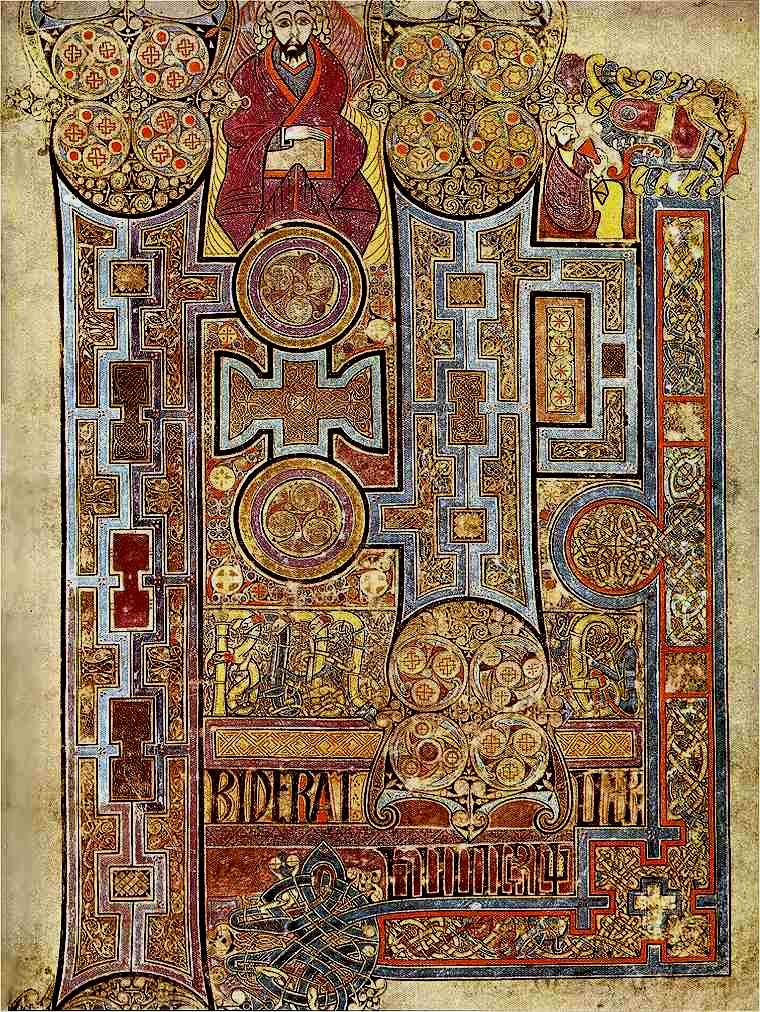
El Libro de Kells, realizado por monjes celtas hacia el año 800 d. C.

Al final del siglo X, Brian Boru, el rey de un pequeño Estado llamado Dal Cais, conquistó a sus mayores vecinos y se transformó en el rey más poderoso en la mitad sur de Irlanda. Pero Máel Mórda mac Murchada, rey de Leinster, comenzó a conspirar en su contra e hizo una alianza con Sitric, el rey vikingo de Dublín, quien consiguió ayuda de los vikingos de las islas Orcadas y de la Isla de Man. La batalla de Clontarf, cerca de Dublín, en 1014, terminó con la victoria sobre los ejércitos vikingos, pero este murió en su carpa a manos de algunos de los que huían de la batalla.
En 1169, Ricardo de Clare (más conocido como strongbow, literalmente: «arco fuerte») junto a Dermot McMurrough y un grupo de cambro-normandos que venían de Gales e Inglaterra, llegaron cerca de Waterford y se asentaron a la fuerza. McMurrough, conocido como el traidor más notorio de Irlanda, fue expulsado como rey de Leinster e invitó al rey Enrique II a que lo asistiese en recuperar su trono. La subsecuente invasión condujo a que Enrique se convirtiese en Señor de Irlanda, hecho que marcó el comienzo de ocho siglos de dominación inglesa. Hacia 1300 los normandos controlaban la mayor parte del país, pero no lograron conquistarlo efectivamente debido a la ausencia de un gobierno central desde el cual se pudieran imponer.
Desde 1350, los jefes irlandeses, quienes tomaron muchas de las armas usadas por los cambro-normandos y habían aprendido algunas de sus tácticas, comenzaron a recuperar sus territorios. En 1360, la mayoría de los colonizadores normandos se habían acogido a las leyes irlandesas y adoptaron las costumbres, la música, la poesía, la literatura y las vestimentas de los nativos de la isla, llegando a asemejarse a la población irlandesa hasta el punto de ser conocidos como Más irlandeses que los mismísimos irlandeses (del latín, Hibernis Ipsis Hiberniores), hecho que el parlamento inglés consideró como una posible amenaza para sus futuros intereses de colonización de la isla.
Debido a esto y a modo de encauzar el declive del señorío irlandés en 1366, ratificaron los estatutos de Kilkenny, los cuales, entre otras cosas, prohibían la exogamia entre colonos ingleses con nativos irlandeses, así como el uso del idioma gaélico y sus costumbres, en un proceso conocido como anglificación.

### Edad Moderna

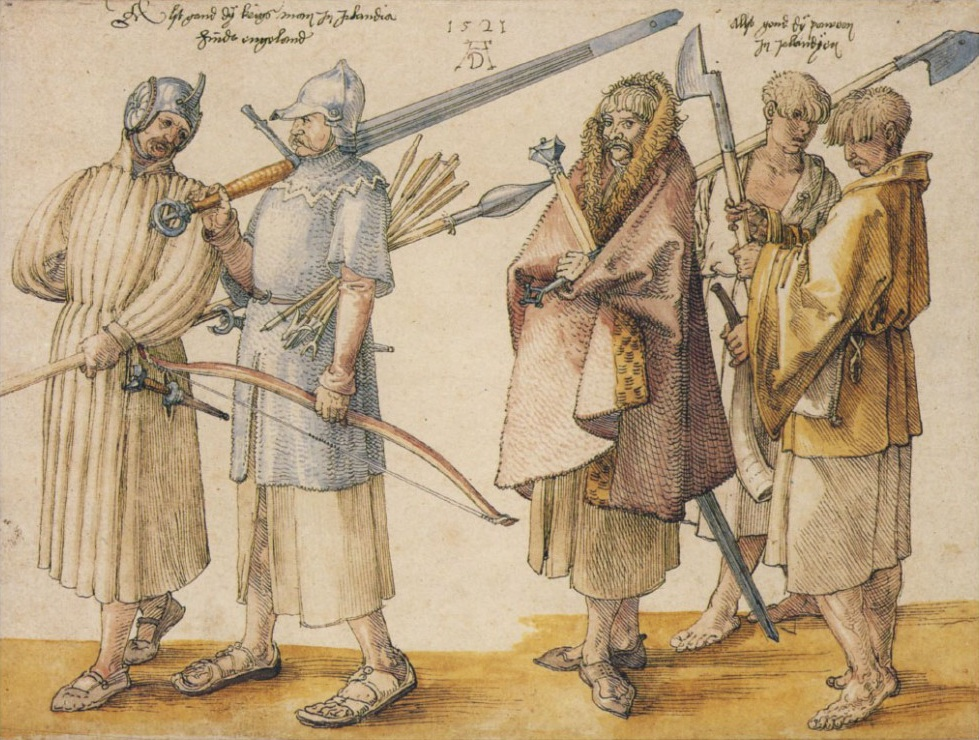
Un dibujo de 1521 de Alberto Durero de soldados irlandeses en las regiones bajas de la Irlanda celta.

En 1534, Enrique VIII de Inglaterra rehusó reconocer la autoridad del papa y persuadió al parlamento inglés a reconocerlo a él como cabeza de la Iglesia de Inglaterra.
Trató de imponer una política similar en Irlanda y en 1536 se difundieron bandos prohibiendo apelar a Roma o hacer pagos al papa. Entre 1537 y 1541 fueron suprimidos numerosos monasterios y su propiedad fue confiscada. Sin embargo, en áreas bajo autoridad de Irlanda, donde el rey no tenía un poder real, la mayoría de los habitantes ignoró los cambios que habían tenido lugar. María I de Inglaterra, la hija de Enrique que le sucedió en el trono en 1553 y era ferviente católica que se esforzó por restaurar la vieja religión tanto en Inglaterra como en Irlanda, estaba convencida de que la mejor manera para dominar Irlanda era introducir colonias de ingleses en el país.
En 1556 confiscó territorios irlandeses y puso allí colonos ingleses que llevaron con ellos a Irlanda arrendatarios y sirvientes.
Isabel I, hermana paterna de María, a quien sucedió en 1558, adoptó una actitud más sectaria, y un grupo de arzobispos y religiosos irlandeses fueron ejecutados. Esta persecución llevó a Irlanda —y a aquellos angloirlandeses que seguían siendo católicos— a unirse más. Creció entonces un nuevo espíritu de nación, que era al mismo tiempo católico y antiinglés.
Durante la Rebelión irlandesa de 1641 y hasta la Conquista de Irlanda por Cromwell en 1649, dos tercios de la isla estuvieron gobernados por la Confederación de irlandeses católicos, conocida también por Confederación de Kilkenny por haberse gestado en Kilkenny. La diferencia entre la isla de Irlanda (la cual se gobernó como una unidad en algún momento) y la República de Irlanda (la cual abarca veintiséis de treinta y dos condados en la isla) es el producto de complejos desarrollos constitucionales llevados a cabo en la primera mitad del siglo XX.
Los irlandeses fueron entonces objeto de una fuerte represión y discriminación por parte de las autoridades inglesas, que continuó en las décadas siguientes. Las leyes les prohibían practicar su religión católica. A partir de la década de 1650, Inglaterra reforzó su dominio asentando a los campesinos protestantes en las tierras confiscadas a los católicos locales en la provincia del Úlster. Sus descendientes vivían con el temor de ser expulsados de las tierras que habían cultivado, lo que les llevó a sentir una comunidad de intereses con los grandes terratenientes protestantes angloirlandeses. Así, no se atreven a desafiar la política impuesta por los gobiernos británicos, por miedo a que esto anime a los católicos desposeídos.

### Edad Contemporánea
Durante la Rebelión irlandesa de 1798 se proclamó una efímera República de Connacht y John Moore, líder de la Sociedad de los Irlandeses Unidos, fue declarado su presidente. La represión posterior dejó 30.000 muertos entre los sospechosos de apoyar la revuelta y el 1 de agosto de 1800 Gran Bretaña proclamó un «Acta de Unión» que unía plenamente a Irlanda con el Reino Unido.

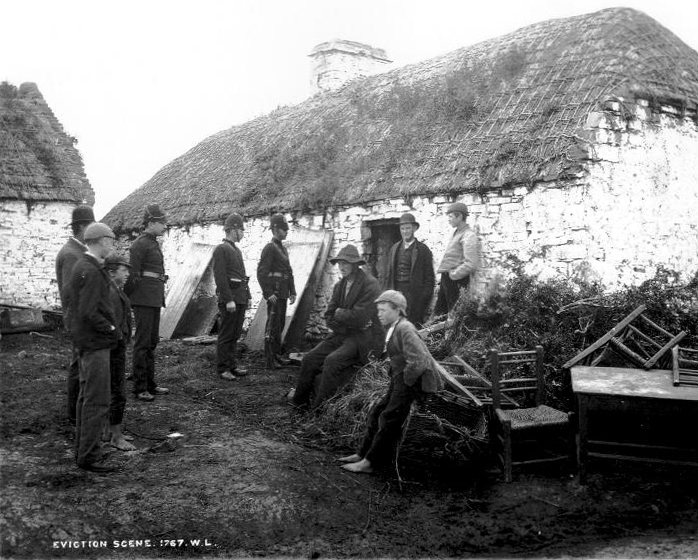
Familia irlandesa siendo desalojada por el propietario de las tierras en 1879. El hambre y diversos conflictos arrasaron con el campo irlandés durante el.

Desde el 1 de enero de 1801 y hasta el 6 de diciembre de 1922, Irlanda como unidad perteneció al Reino Unido de Gran Bretaña e Irlanda. Así, Irlanda pasó a ser administrada y gobernada por el Parlamento británico en Londres.
Entre 1845 y 1849 la cosecha de patatas, que se había convertido casi con exclusividad en el único alimento de la gran mayoría de la población irlandesa, fue sistemáticamente destruida por una plaga de parásitos. La población más humilde se vio privada de su principal y casi único alimento, lo que acabó provocando una hambruna de proporciones catastróficas, conocida como la Gran Hambruna irlandesa. Alrededor de un millón de personas perecieron de inanición, la mayoría vagando por los caminos después de ser desalojadas de sus casas al no poder hacer frente al pago del alquiler. La emigración se convirtió en una cuestión de vida o muerte y se produjo un éxodo masivo de población irlandesa a otros países como Inglaterra, Canadá y Australia, pero sobre todo a Estados Unidos. Se calcula que la hambruna redujo la población irlandesa, debido a muertes y emigración, de 8 millones de habitantes con que la isla contaba a principios de 1845 a 4,5 millones en 1900.
La hambruna se agravó porque el Reino Unido obligó a los irlandeses a seguir exportando alimentos a Inglaterra, mientras la población irlandesa se moría de hambre. Los que se pronunciaron a favor de la ayuda a Irlanda se encontraron con la hostilidad de una parte de la opinión pública británica y de los partidarios del liberalismo económico sin trabas.
El lunes de Pascua de 1916 se produjo el llamado Alzamiento de Pascua en un intento de tomar el control del país por parte de los republicanos para lograr la independencia del Reino Unido.
Este intento revolucionario republicano se produjo entre el 24 de abril y el 29 de abril de 1916, cuando parte de los Voluntarios Irlandeses (brazo armado de la Hermandad Republicana Irlandesa o IRB), encabezados por el maestro y abogado Patrick Pearse, así como el reducido Ejército Ciudadano Irlandés del líder sindical James Connolly, tomaron posiciones clave de la ciudad de Dublín, donde proclamaron la República Irlandesa.
Tras cinco días de combates callejeros se produjo la rendición total de los alzados. El balance fue de cientos de muertos, más de 3000 detenidos y 15 ejecutados entre ellos el propio Connolly. El acontecimiento suele interpretarse como el momento clave del proceso de independencia irlandés
En 1919, la mayoría de los miembros del parlamento electos en la elección general británica de 1918 rechazaron sus asientos en la Cámara de los Comunes Británica. En cambio, establecieron un parlamento irlandés extralegal llamado Dáil Éireann, cuya intención era reivindicar la independencia irlandesa y el no reconocimiento de la Cámara de los Comunes. La República no obtuvo ningún reconocimiento internacional y condujo a la guerra de Independencia irlandesa, del Ejército Republicano Irlandés contra el Reino Unido. En 1921, representantes del gobierno británico y el Aireacht (gabinete) de la República Irlandesa negociaron un Tratado anglo-irlandés y crearon un nuevo sistema de autogobierno legal irlandés, conocido como dominion status.
El nuevo Estado Irlandés fue creado con reconocimiento internacional y llamado el Estado Libre Irlandés (en irlandés: Saorstát Éireann). El nuevo Estado libre abarcaría en teoría la totalidad de la isla, sujeto a la condición de que Irlanda del Norte (la cual había sido creada como una entidad separada) pudiera optar por su expulsión y elegir su permanencia como parte del Reino Unido, lo cual hizo de facto. Los veintiséis condados restantes de Irlanda fueron convertidos en el Estado Libre Irlandés, una monarquía constitucional bajo la cual el monarca británico duró desde 1927 con el título de Rey de Irlanda. Poseía un gobernador general, un parlamento bicameral, un gabinete llamado Consejo Ejecutivo y un primer ministro llamado Presidente del Consejo Ejecutivo del Estado Libre irlandés. La constitución fue llamada Constitución del Estado Libre Irlandés.

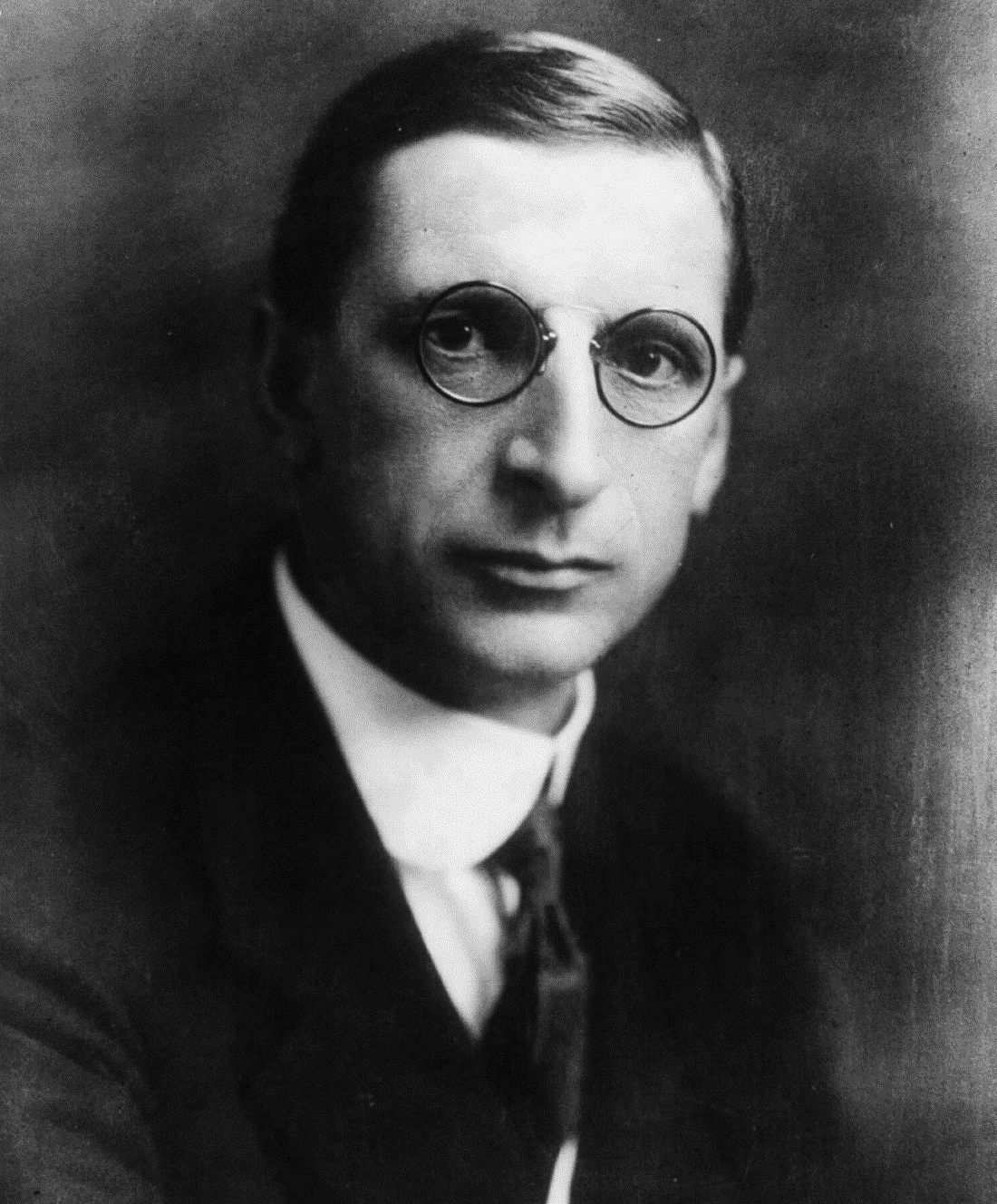
Éamon de Valera (1882–1975).

La firma del Tratado anglo-irlandés generó que un sector contrario a su firma, liderado por Éamon de Valera, iniciara la guerra civil irlandesa. El ala del IRA contraria al acuerdo tomó el edificio Four Courts, situado en el centro de Dublín, el 13 de abril de 1922. El 26 de marzo, habían rechazado la autoridad del Dáil Éireann y elegido su propio órgano militar ejecutivo. La facción defensora del tratado atacó a las fuerzas rebeldes del IRA el 28 de junio, ante la necesidad de consolidar su autoridad en el sur de Irlanda y la presión del gobierno británico para que eliminaran los elementos que podían oponer resistencia armada al pacto. La batalla de Dublín duró una semana y supuso una victoria decisiva para los defensores del pacto. Nuevas victorias a lo largo del país consolidaron la posición de las fuerzas pro tratado. En el curso de la guerra civil murió en una emboscada Michael Collins, uno de los líderes del movimiento republicano y Comandante en Jefe de las fuerzas favorables al Tratado anglo-irlandés.
En octubre de 1922, el nuevo gobierno presentó una ley que concedía al Ejército amplios poderes y permitía que todo aquel que se hallara en posesión de armas o actuara contra las Fuerzas del nuevo Estado fuera sometido a un consejo de guerra y condenado a la pena capital. En represalia, el Comandante en Jefe de las Fuerzas del IRA, Liam Lynch, dio orden de disparar contra los principales líderes partidarios del acuerdo. Los primeros asesinatos tuvieron lugar el 7 de diciembre. La respuesta del nuevo gobierno fue ordenar la ejecución de cuatro oficiales del ejército irregular que se encontraban presos desde junio; ante esta acción, el sector intransigente depuso su política de atentados. La superioridad numérica de hombres y recursos de la facción gubernamental y la prosecución de las ejecuciones (77 en total) comenzaron a decidir la guerra a su favor a comienzos de 1923. El 24 de abril los irregulares depusieron las armas. Desde 1923 forma con el Reino Unido parte de la Common Travel Area.
El 29 de diciembre de 1937 se aprobó una nueva constitución (Bunreacht na hÉireann) que reemplazaba al Estado Libre Irlandés por un nuevo Estado llamado Éire, o en castellano Irlanda. A pesar de que las estructuras constitucionales de este nuevo Estado requerían en la jefatura del mismo un Presidente de la República en lugar de un rey, aquel no fue todavía una república. El principal rol del jefe de Estado, representar simbólicamente al mismo ante los demás Estados, permaneció siendo una atribución del rey como un organismo por ley de estatuto. El 1 de abril de 1949, el Acta de la República de Irlanda declaró a Éire como una república, con las funciones previamente otorgadas al rey delegadas en cambio al Presidente de Irlanda.

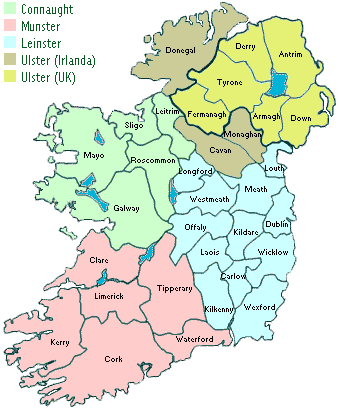
División de Irlanda tras el Tratado anglo-irlandés de 1921.

A pesar de que el nombre oficial del Estado permaneció siendo Éire, se adoptó como su nombre el término República de Irlanda (oficialmente una simple descripción del nuevo Estado). Mientras que la república elige emplear la palabra Irlanda para describirse a sí misma, particularmente en el círculo diplomático (por ende es siempre el presidente de Irlanda o la Constitución de Irlanda), muchos Estados evitan usar dicho término por la existencia de una segunda Irlanda: la Irlanda del Norte; y porque la constitución de 1937 alegaba jurisdicción del sur sobre el norte. La utilización de la palabra 'Irlanda' fue adoptada como una aceptación de aquel enunciado. Dicho aserto, en lo que fue conocido como los artículos 1 y 2 de la Constitución de 1937, fue eliminado en 1999.
Desde aquel año, el Estado Irlandés/Éire continuó siendo miembro de la entonces Mancomunidad Británica de Naciones hasta la declaración de una república en abril de 1949. Bajo las reglas de la mancomunidad (Commonwealth), la declaración de una república elimina automáticamente la calidad de miembro de la asociación. Estas reglas no fueron modificadas hasta 1950 para permitir la inclusión de India como república en la mancomunidad. A pesar de que Irlanda renunció a su calidad de miembro y eligió no renovarla, mantuvo muchos de los privilegios que ésta le otorgaba. Actualmente por ejemplo, los ciudadanos irlandeses residentes en el Reino Unido disfrutan de todos los derechos de la ciudadanía, incluyendo el derecho a sufragio durante las elecciones parlamentarias e incluso servir en las fuerzas armadas británicas, pero el número de irlandeses que se acogen a estos derechos es ínfimo.
Irlanda se unió a las Naciones Unidas en 1955, y en 1973 a la Comunidad Económica Europea (ahora incorporada en la Unión Europea). Los gobiernos irlandeses han intentado alcanzar la unificación pacífica de Irlanda y han cooperado con Gran Bretaña contra el violento conflicto entre grupos paramilitares en Irlanda del Norte conocidos como The Troubles.
En la actualidad, se está poniendo en marcha para Irlanda del Norte un tratado de paz, conocido como el acuerdo de Belfast, aprobado en 1998 por elecciones en la República de Irlanda y en Irlanda del Norte.

## Gobierno y política
El Estado es una república con un sistema de gobierno parlamentario. El presidente de Irlanda, que ejerce como jefe de Estado, es elegido directamente por sufragio universal mediante el sistema de segunda vuelta instantánea (alternative vote, en inglés). Su mandato es de siete años de duración, pudiendo ser reelegido una única vez. El presidente tiene en general funciones protocolares, aunque posee ciertos poderes y funciones constitucionales, asistido por el Consejo de Estado, un órgano consultivo. El Taoiseach (palabra gaélica para designar al primer ministro, y que se pronuncia Ti-shoc) es designado por el presidente en la nominación de parlamento. El Taoiseach es normalmente el líder del partido político con el mayor número de escaños obtenidos en las elecciones legislativas. Es bastante habitual que se formen coaliciones de gobierno, por lo que no ha existido ningún gobierno de un único partido desde el período de 1987-1989.

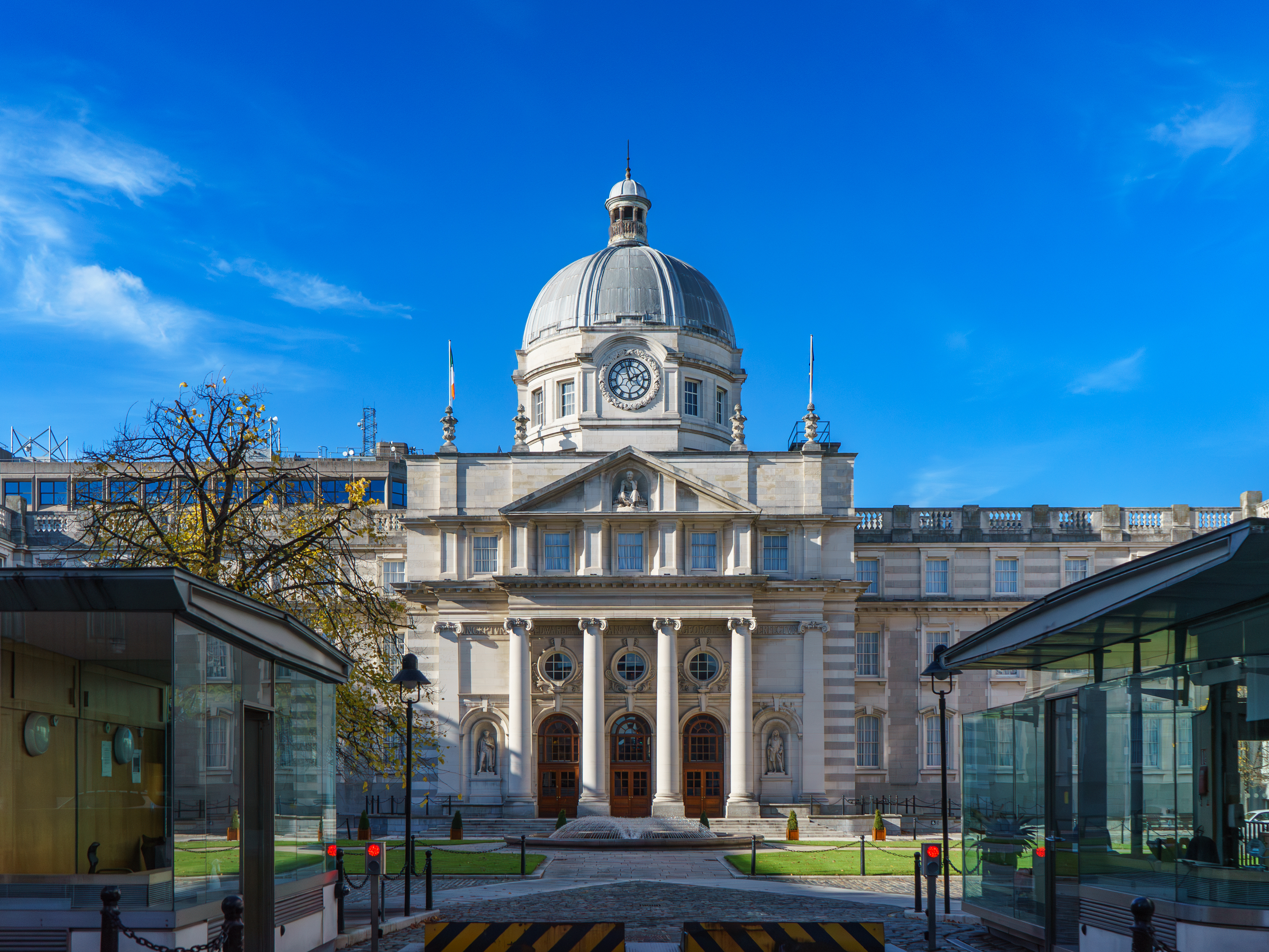
Edificios de Gobierno, Dublín.

El parlamento bicameral, el Oireachtas, consiste de un Senado de Irlanda (Seanad Éireann), y una cámara baja, Dáil Éireann. El Senado está compuesto por sesenta miembros; once designados por el Taoiseach, seis electos por dos universidades y cuarenta y tres electos por representantes públicos de paneles de candidatos establecidos sobre una base vocacional. El Dáil está formado por 166 miembros, Teachtaí Dála, electo para representar circunscripciones plurinominales bajo el sistema de representación proporcional mediante el voto único transferible. Según la constitución, las elecciones parlamentarias deben ser llevadas a cabo al menos cada siete años, aunque un límite menor puede ser establecido por ley. Legalmente en la actualidad, tiene una duración de cinco años.
El Gobierno está constitucionalmente limitado a quince miembros. No más de dos miembros del Gobierno pueden ser elegidos del Senado y el Taoiseach, Tánaiste (vice primer ministro) y ministro de finanzas «deben» ser miembros del Dáil. El actual gobierno se encuentra conformado por un gobierno en minoría del Fine Gael.
La Garda Síochána o Gardaí es la institución de policía nacional de la República de Irlanda. La fuerza está encabezada por la Comisión de la Garda, la cual está designada por el Gobierno irlandés. Su cuartel general se encuentra situado en el parque Fénix (Phoenix Park) en Dublín (en el cual se encuentra situada también la mansión del presidente).
El 12 de junio de 2008, los irlandeses votaron un referéndum en el cual rechazaron el Tratado europeo de Lisboa lo que ha causado cierta polémica en la Unión Europea. Sin embargo, esta decisión fue revertida en un segundo referéndum en 2009.

### Defensa

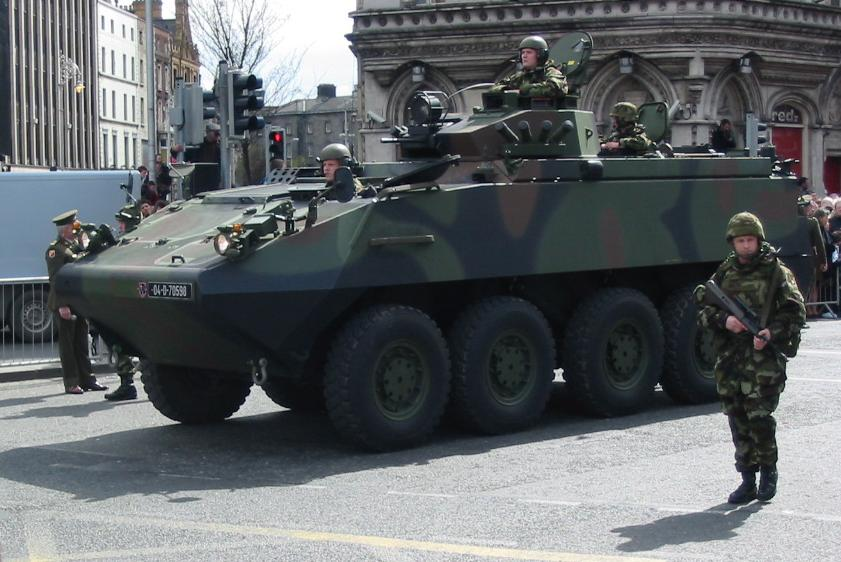
Un blindado APC MOWAG Piranha/Piraña del Ejército Irlandés.

Las fuerzas armadas de Irlanda están organizadas bajo las Fuerzas de Defensa Irlandesas (Óglaigh na hÉireann). El ejército irlandés es relativamente pequeño comparado con los ejércitos adyacentes de la región, pero está bien equipado, cuenta con una plantilla a tiempo completo de 8500 unidades de personal militar y una reserva de 13 000. Su tamaño se debe principalmente a la neutralidad del país.
Además su participación en conflictos está regida por las Naciones Unidas, el gobierno y el Dáil a la vez.
Existen también el Cuerpo del Aire irlandés, el Servicio Naval irlandés y las Fuerzas de defensa de reserva. Los Rangers de la armada irlandesa también son una rama de las fuerzas especiales que están al servicio del ejército. Más de 40 000 militares irlandeses han servido en misiones de pacificación de las Naciones Unidas en el mundo entero.
Las instalaciones del aire fueron usadas por el ejército de los Estados Unidos para la entrega de personal militar en la invasión de Irak de 2003 a través del Aeropuerto de Shannon.
Antes el aeropuerto había sido usado para la Guerra en Afganistán de 2001 así como para la primera guerra del Golfo. Esta solo es una parte de la gran historia del uso de Shannon como transporte militar bajo política irlandesa que fue influenciada hacia la OTAN durante la Guerra fría. Durante la Crisis de los misiles de Cuba, Seán Lemass autorizó la búsqueda de un avión cubano y checo que pasaba por Shannon y pasó la información a la CIA.
Durante la Segunda Guerra Mundial el país fue neutral aunque suministraba apoyo a las Fuerzas Aliadas. Desde 1999, ha sido miembro del programa OTAN (Asociación para la Paz).

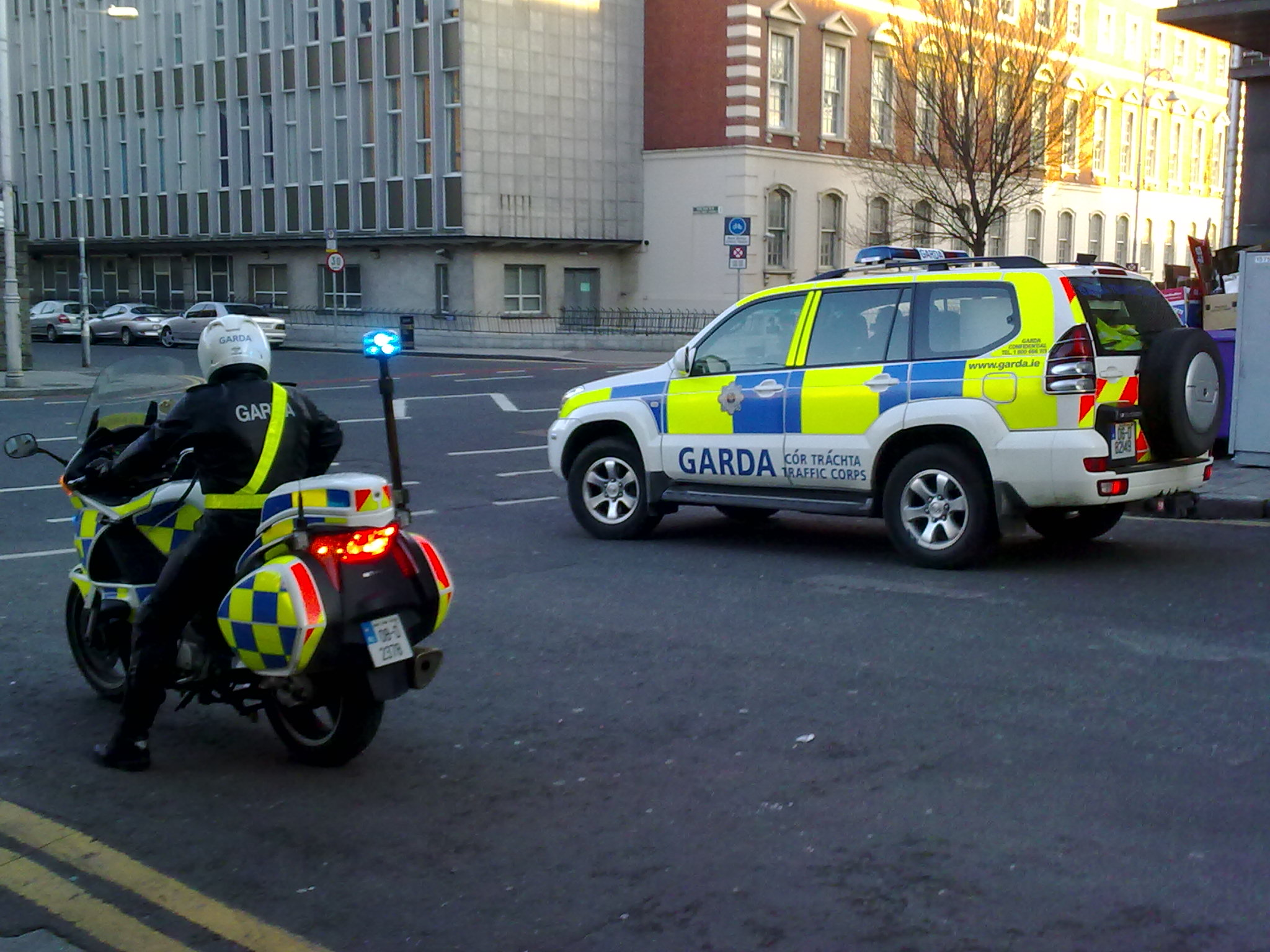
Cuerpo de Tráfico de la Garda (Póilínú Bóithre - Garda Traffic Corps) en Dublín

### Policía
La Garda Síochána na hÉireann, (Guardianes de la paz de Irlanda) también conocida como Garda o Gardaí, se refiere a la Policía Nacional de la República de Irlanda. El cuerpo está bajo el control de un comisario nombrado por el Gobierno irlandés y tiene su sede en Dublín. La forma abreviada más común en el sentido del colectivo «La Policía» es Garda, que es también el nombre del policía individual. El plural policías = Gardaí también aparece con frecuencia como término colectivo.
La Garda existe desde 1922; sus aproximadamente 9000 miembros uniformados que suelen ir desarmados, también para distinguirse de la unidad predecesora, la Royal Irish Constabulary (RIC). Además, hay unos 1700 detectives de la Garda no uniformados y equipados con pistolas, que se encargan, entre otras cosas, de la protección personal, y la Unidad de Respuesta a Emergencias, fuertemente armada. Irlanda está dividida en seis regiones policiales, incluida la región metropolitana de Dublín, cada una de ellas dirigida por un subcomisario regional.
Los cuerpos de policía municipales no existen desde que la Policía de Dublín se fusionó con la Garda en 1925. La Policía Aeroportuaria del aeropuerto de Dublín, la Policía Portuaria y la Policía Ferroviaria, que presta servicio en las instalaciones de la estación, no son fuerzas policiales tradicionales, sino que se asemejan más a los servicios de seguridad. De nuevo, las detenciones sólo las realiza la Garda.
La Policía Militar es el cuerpo del Ejército de Tierra irlandés responsable de la provisión de personal de servicio policial y de proporcionar una presencia policial militar a las fuerzas mientras están en ejercicio y despliegue. En tiempo de guerra, las tareas adicionales incluyen la provisión de una organización de control del tráfico para permitir el rápido desplazamiento de las formaciones militares a sus zonas de misión. Otras funciones en tiempo de guerra incluyen el control de los prisioneros de guerra y de los refugiados.

### Instituciones globales de la isla
Hay ciertas áreas en las cuales la población se organiza en una sola entidad, que abarca toda la isla sin distinción de fronteras, tanto a la República de Irlanda como a Irlanda del Norte.
Por ejemplo, en el ámbito deportivo, los Juegos gaélicos, el rugby y otros deportes (con la significativa excepción del fútbol) se practican mediante ligas conjuntas. Del mismo modo, las religiones cristianas mayoritarias (la Iglesia católica, la Iglesia Metodista en Irlanda, la Iglesia de Irlanda anglicana y la Iglesia Presbiteriana de Irlanda) están organizadas sin tener en cuenta la separación.
También algunos sindicatos se organizan de forma conjunta y forman parte del Congreso Irlandés de Sindicatos (Irish Congress of Trade Unions, ICTU) con base en Dublín, mientras que otros de Irlanda del Norte están afiliados al Congreso de Sindicatos (Trades Union Congress, TUC) con base en el Reino Unido, y aún otros están afiliados a las dos entidades; judicialmente, cualquier sindicato puede afiliarse a alguno de los dos Congresos, tanto si está basado en cualquiera de las dos partes de Irlanda, como si se encuentra en el Reino Unido. También opera en toda la isla la Unión de Estudiantes en Irlanda (Union of Students in Ireland, USI), aunque en Irlanda del Norte está asociada con la Unión Nacional de Estudiantes (National Union of Students, NUS) del Reino Unido, usando su nombre conjunto (NUS-USI).
Fuera del nivel organizativo, las dos zonas de la isla comparten casi todos los elementos de su cultura y costumbres. Por ejemplo, la música tradicional irlandesa es la misma en ambos lados de la frontera. Así como el idioma irlandés, aunque solo es oficial en la República de Irlanda, donde se enseña en las escuelas y es objeto de campañas gubernamentales en los últimos años para promocionar y favorecer su uso.

### Relaciones exteriores
Las relaciones exteriores están sustancialmente influenciadas por la pertenencia a la Unión Europea, aunque las relaciones bilaterales con el Reino Unido y los Estados Unidos también son importantes. Ocupó la Presidencia del Consejo de la Unión Europea en seis ocasiones, la última de ellas de enero a junio de 2013.

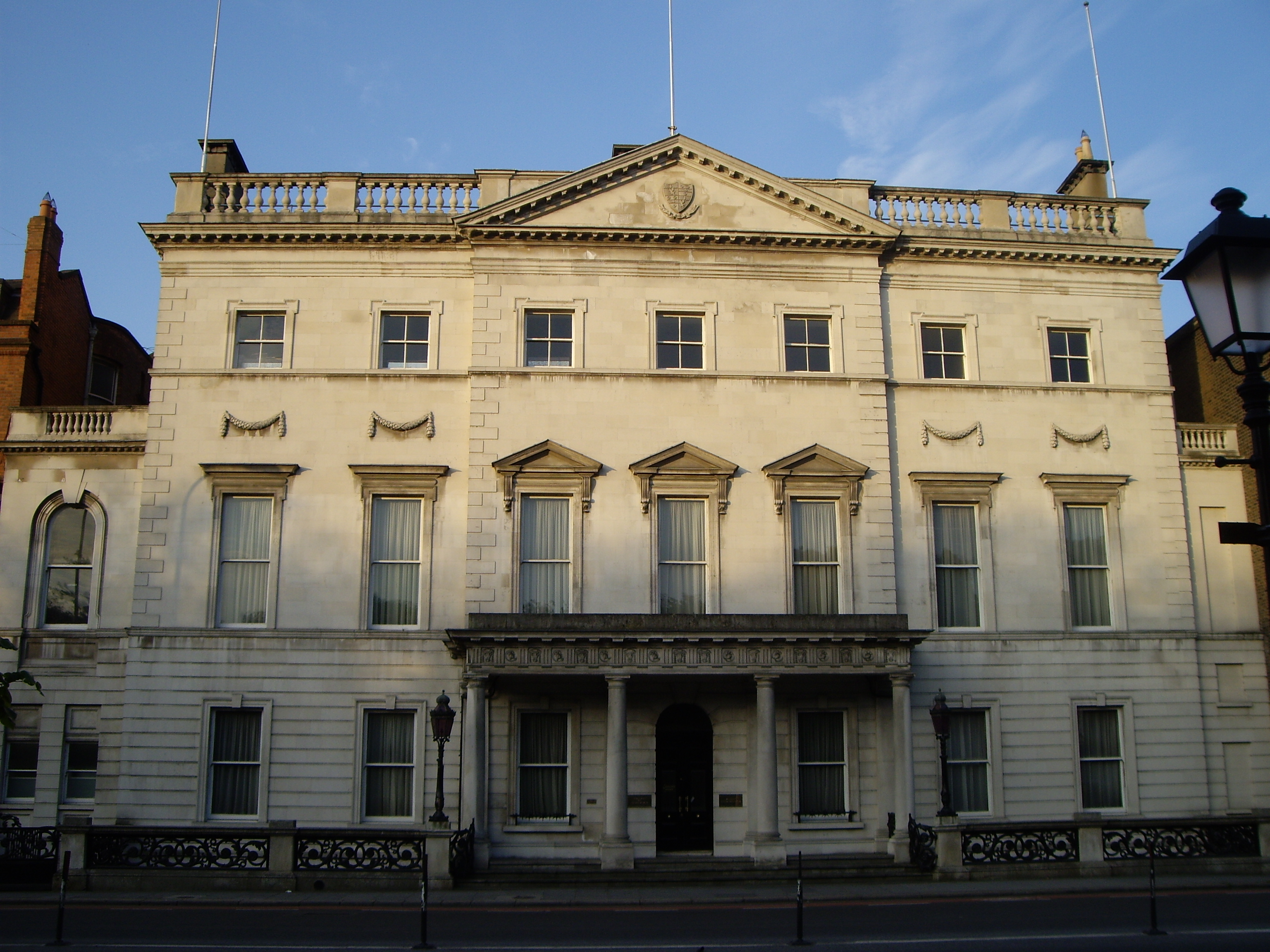
Casa Iveagh (Iveagh House) sede del Departamento de Asuntos Exteriores de Irlanda (An Roinn Gnóthaí Eachtracha - Department of Foreign Affairs)

Irlanda tiende a la independencia en política exterior; así, el país no es miembro de la OTAN y tiene una política de neutralidad militar desde hace tiempo. Esta política ha llevado a las Fuerzas de Defensa irlandesas a contribuir a misiones de mantenimiento de la paz con las Naciones Unidas desde 1960, incluso durante la crisis del Congo y posteriormente en Chipre, Líbano y Bosnia y Herzegovina.
A pesar de la neutralidad irlandesa durante la Segunda Guerra Mundial, Irlanda tuvo más de 50.000 participantes en la guerra mediante el alistamiento en las fuerzas armadas británicas. Durante la Guerra Fría, la política militar irlandesa, aunque ostensiblemente neutral, se inclinó hacia la OTAN. Durante la crisis de los misiles en Cuba, Seán Lemass autorizó el registro de los aviones cubanos y checoslovacos que pasaban por Shannon y transmitió la información a la CIA. Las instalaciones aéreas de Irlanda fueron utilizadas por el ejército estadounidense para el envío de personal militar que participó en la invasión de Irak en 2003 a través del aeropuerto de Shannon. El aeropuerto se había utilizado anteriormente para la invasión estadounidense de Afganistán en 2001, así como para la primera guerra del Golfo.
Desde 1999, Irlanda es miembro del programa de la Asociación para la Paz (PfP) de la OTAN y del Consejo de Asociación Euroatlántica (EAPC) de la OTAN, cuyo objetivo es crear confianza entre la OTAN y otros Estados de Europa y la antigua Unión Soviética.

### Derechos humanos
En materia de derechos humanos, respecto a la pertenencia a los siete organismos de la Carta Internacional de Derechos Humanos, que incluyen al Comité de Derechos Humanos (HRC), Irlanda ha firmado o ratificado:
| Irlanda | Tratados internacionales | Tratados internacionales | Tratados internacionales | Tratados internacionales | Tratados internacionales | Tratados internacionales | Tratados internacionales | Tratados internacionales | Tratados internacionales | Tratados internacionales | Tratados internacionales | Tratados internacionales | Tratados internacionales | Tratados internacionales    | Tratados internacionales | Tratados internacionales  | Tratados internacionales | Tratados internacionales |
| --- | ------------------------ | ------------------------ | ------------------------ | ------------------------ | --- | ------------------------ | ------------------------ | --- | ------------------------ | ------------------------ | ------------------------ | ------------------------ | ------------------------ | --------------------------- | ------------------------ | ------------------------- | ------------------------ | ------------------------ |
| Irlanda | CESCR                    | CESCR                    | CCPR                     | CCPR                     | CCPR | CERD                     | CED                      | CEDAW | CEDAW                    | CAT                      | CAT                      | CRC                      | CRC                      | CRC                         | CRC                      | MWC                       | CRPD                     | CRPD                     |
| Irlanda | CESCR                    | CESCR-OP                 | CCPR                     | CCPR-OP1                 | CCPR-OP2-DP | CERD                     | CED                      | CEDAW | CEDAW-OP                 | CAT                      | CAT-OP                   | CRC                      | CRC-OP-AC                | CRC-OP-SC                   | CRC-OP-CP                | MWC                       | CRPD                     | CRPD-OP                  |
| Pertenencia | Firmado y ratificado.    | Sin información.         | Firmado y ratificado.    | Firmado y ratificado.    | Irlanda ha reconocido la competencia de recibir y procesar comunicaciones individuales por parte de los órganos competentes. | Firmado y ratificado.    | Sin información.         | Irlanda ha reconocido la competencia de recibir y procesar comunicaciones individuales por parte de los órganos competentes. | Firmado y ratificado.    | Firmado y ratificado.    | Sin información.         | Firmado y ratificado.    | Firmado y ratificado.    | Firmado pero no ratificado. | Sin información.         | Ni firmado ni ratificado. | Sin información.         | Sin información.         |
| Firmado y ratificado, firmado, pero no ratificado, ni firmado ni ratificado, sin información, ha accedido a firmar y ratificar el órgano en cuestión, pero también reconoce la competencia de recibir y procesar comunicaciones individuales por parte de los órganos competentes. |                          |                          |                          |                          | |                          |                          | |                          |                          |                          |                          |                          |                             |                          |                           |                          |                          |

## Organización territorial
La República de Irlanda consta de veintiséis condados, los cuales continúan siendo utilizados en contextos culturales, históricos y deportivos. De acuerdo a un estatuto, los distritos electorales del Dáil deben ir conforme a los límites de los condados. Por esta razón, aquellos con una mayor población tienen múltiples distritos electorales (por ejemplo, el Limerick del este y oeste), y algunos distritos electorales constan de más de un condado (por ejemplo Sligo-Leitrim), pero en términos generales los límites de los condados no se suelen cruzar.
Sin embargo, como unidades de gobierno locales, algunos han sido reestructurados: así, Tipperary se dividió administrativamente en dos condados en los años 1890, y el condado de Dublín fue disgregado en tres nuevos county councils (tdl. ‘consejos de condado’) durante los años 1990, con lo cual ahora existen 29 condados administrativos. Además, las cinco ciudades (Dublín, Cork, Limerick, Galway, y Waterford) se administran separadamente, y cinco municipios (Clonmel, Drogheda, Kilkenny, Sligo y Wexford) tienen una cierta autonomía dentro de sus condados respectivos.

### Geografía política
Políticamente, la isla de Irlanda consta de dos jurisdicciones:
- La República de Irlanda (nombre legal Irlanda, descripción legal[70] República de Irlanda), Estado soberano con capital en Dublín, que ocupa aproximadamente las cinco sextas partes de la isla. Recibe el nombre de el sur o la república por parte de muchos residentes de Irlanda del Norte, el Estado libre por parte de sus críticos (que solo consideran como Irlanda al conjunto de la isla) y muy ocasionalmente (y cada vez menos) el de «Irlanda del Sur».

- Irlanda del Norte, que es parte del Reino Unido, es conocida como la del Norte o el Norte (por los nacionalistas y los residentes en la República de Irlanda), los seis condados por los nacionalistas, y Úlster por los unionistas (aunque la provincia histórica de Úlster también incluye los condados de Donegal, Cavan y Monaghan, que quedaron en la República de Irlanda). Su capital es Belfast.

Bajo la dominación inglesa, Irlanda estaba formada por 4 provincias: Connacht, Leinster, Munster y Úlster. A partir del siglo XIX se produjo una reforma en la cual el poder administrativo pasó a estar repartido entre 32 condados, al tiempo que desaparecían las provincias tradicionales. Con el Tratado anglo-irlandés de 1921, veintiséis de los nuevos condados quedaron en la República de Irlanda y seis en Irlanda del Norte. A partir de 1974, los condados en Irlanda del Norte han tenido un papel puramente ceremonial, siendo reemplazados por district councils (tdl. ‘consejos de distrito’). Sin embargo, a lo largo de Irlanda se siguen usando los 32 condados en eventos deportivos y como símbolos de identidad cultural en diversos ámbitos.

## Geografía

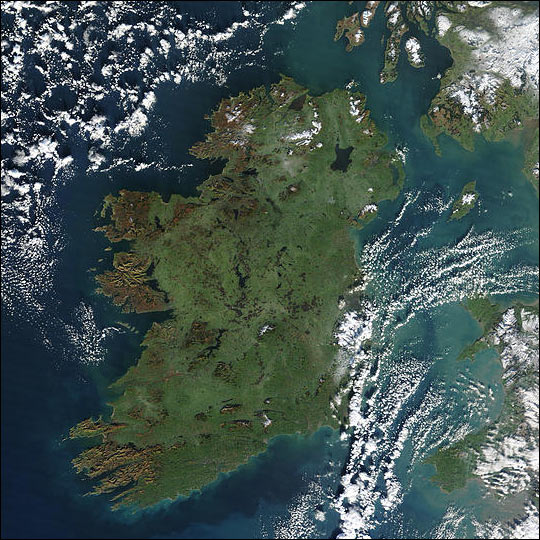
Fotografía por satélite de la isla de Irlanda procedente de la NASA, retocada para eliminar las nubes.

La isla de Irlanda se ubica al noroeste de Europa, formando parte del archipiélago británico, siendo la segunda isla en extensión del mismo, y la tercera isla de Europa, después de Gran Bretaña e Islandia, además de la vigésima del mundo.
La superficie de la isla es de 84 421 km², de los cuales un 83 % (aproximadamente cinco sextos) pertenecen a la República (70 273 km²), y el resto constituyen Irlanda del Norte. Está rodeada al oeste por el océano Atlántico, al noreste por el canal del Norte. Al este se encuentra el mar de Irlanda, el cual conecta el océano vía suroeste con el canal de San Jorge y el mar Celta. El interior del territorio presenta llanuras rodeadas de colinas accidentadas y montañas bajas mientras que la costa oeste está compuesta de acantilados de mar. El punto más alto es Carrauntoohill de 1041 m.
El interior del país es relativamente llano, presentando una cuenca deprimida interna y mayores elevaciones en las proximidades de las costas. El territorio es atravesado por ríos como el Shannon, presentando muchos y relativamente grandes y poco profundos lagos (loughs). El centro del país está bañado en parte por el río Shannon, y contiene grandes áreas de ciénagas, usadas para la extracción y producción de turba prensada en forma de lingotes alargados. Irlanda posee el mayor parque urbano vallado de Europa, que algunos consideran natural, el parque Fénix, con una extensión de 712 hectáreas y consta de una circunferencia de 16 km que rodea extensas zonas verdes y avenidas de árboles en hilera.
Su geografía se encuentra accidentada por los montes de Donegal, los de Wicklow, los de Mourne, los Mac Gillycuddys Reeks y principalmente por su cumbre más alta: Carrantuonhill (1041 m). Además posee numerosos lagos entre los que destacan el Neagh, el Lago Erne, el Corrib y el Lough Derg. Los ríos más importantes son el Shannon, el Blackwater, el Barrow y el Bann. Las costas que circundan la isla suelen ser muy recortadas, altas, con bahías estrechas que presentan semejanzas con las rías y los fiordos; son los firths, cuyas avanzadas hacia el mar abierto acaban formando penínsulas importantes, especialmente al oeste, como la de Dingle, la de Iveragh o la de Beara en el condado de Kerry, o también la de Inishowen, la más septentrional de la isla.
Las temperaturas de la zona son modificadas por el Atlántico norte y es relativamente suave. Los veranos son raramente muy cálidos (las temperaturas solo exceden los 30 °C una vez cada 10 años, aunque suelen alcanzar los 29 °C muchos veranos, solo hiela ocasionalmente en invierno (temperaturas inferiores a –6 °C no son comunes). A este respecto, cabe destacar la poca oscilación que existe, generalmente durante todo el año, entre las temperatura máxima y mínima en el transcurso del día, de modo que se mantienen bastante estables con variación de unos pocos grados.
Las precipitaciones son frecuentes, con más de 275 días de lluvia en muchas partes del país. Como consecuencia, se pueden encontrar numerosos ríos, que atraviesan núcleos urbanos. Las principales ciudades son la capital Dublín en la costa este, Cork en el sur, Limerick, Galway en la costa oeste, y Waterford en la costa sureste.

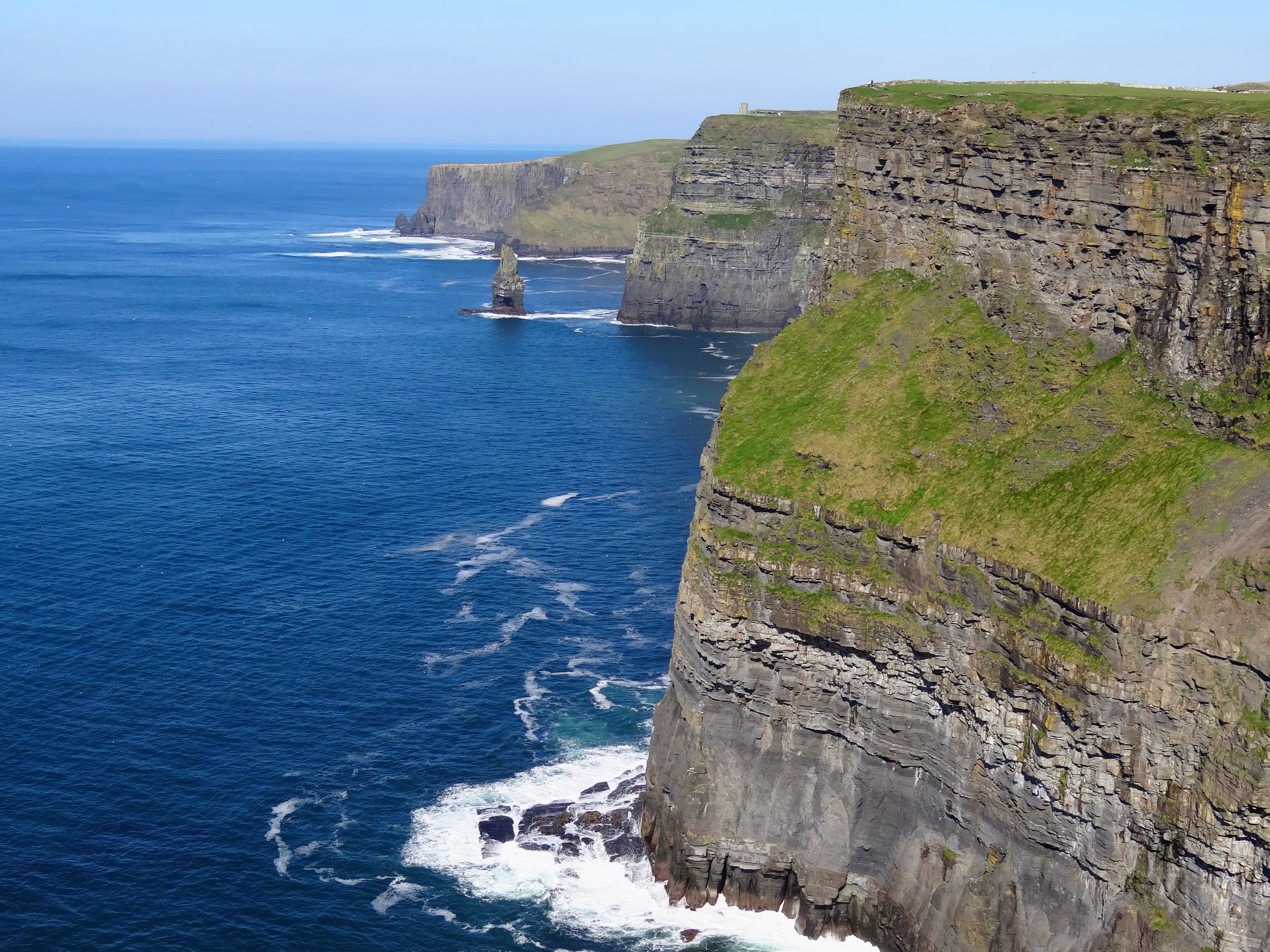
Acantilados de Moher en la costa Atlántica.
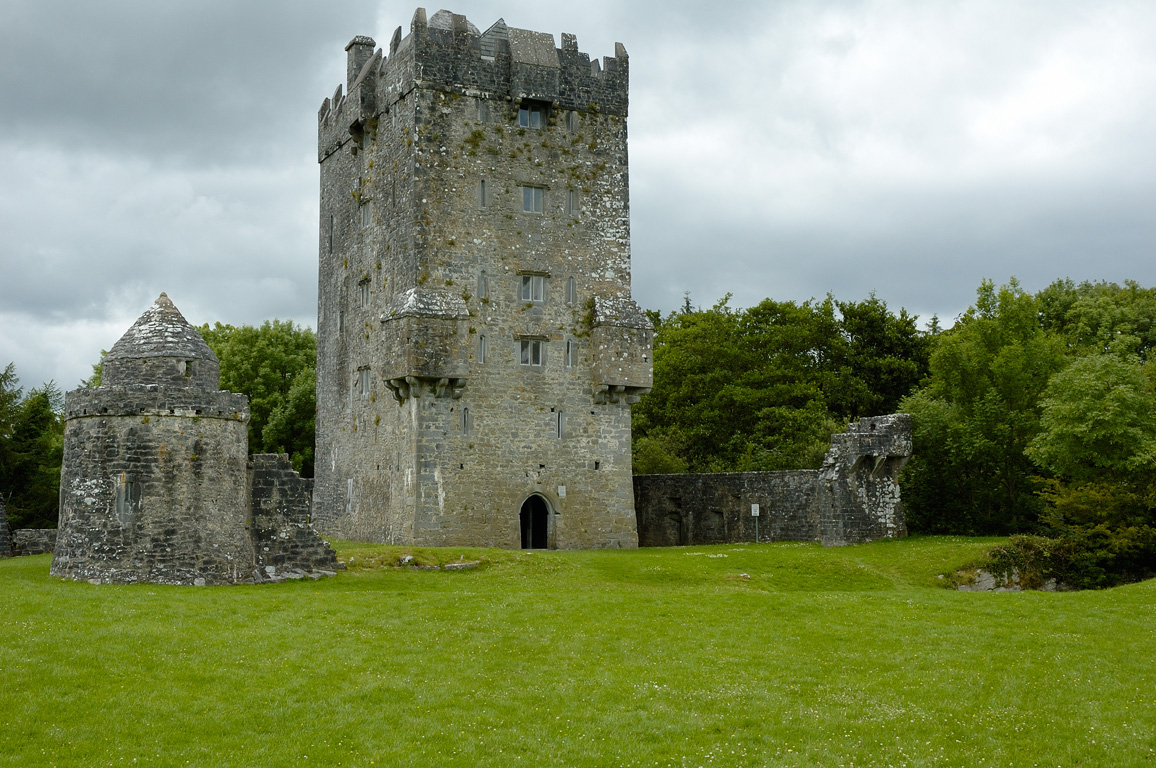
Castillo de Aughnanure, el castillo principal de O'Flaherty.
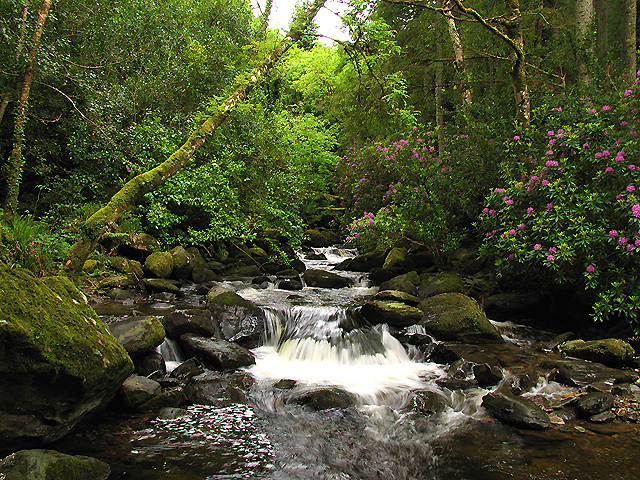
Bosque caducifolio en el condado de Kerry.
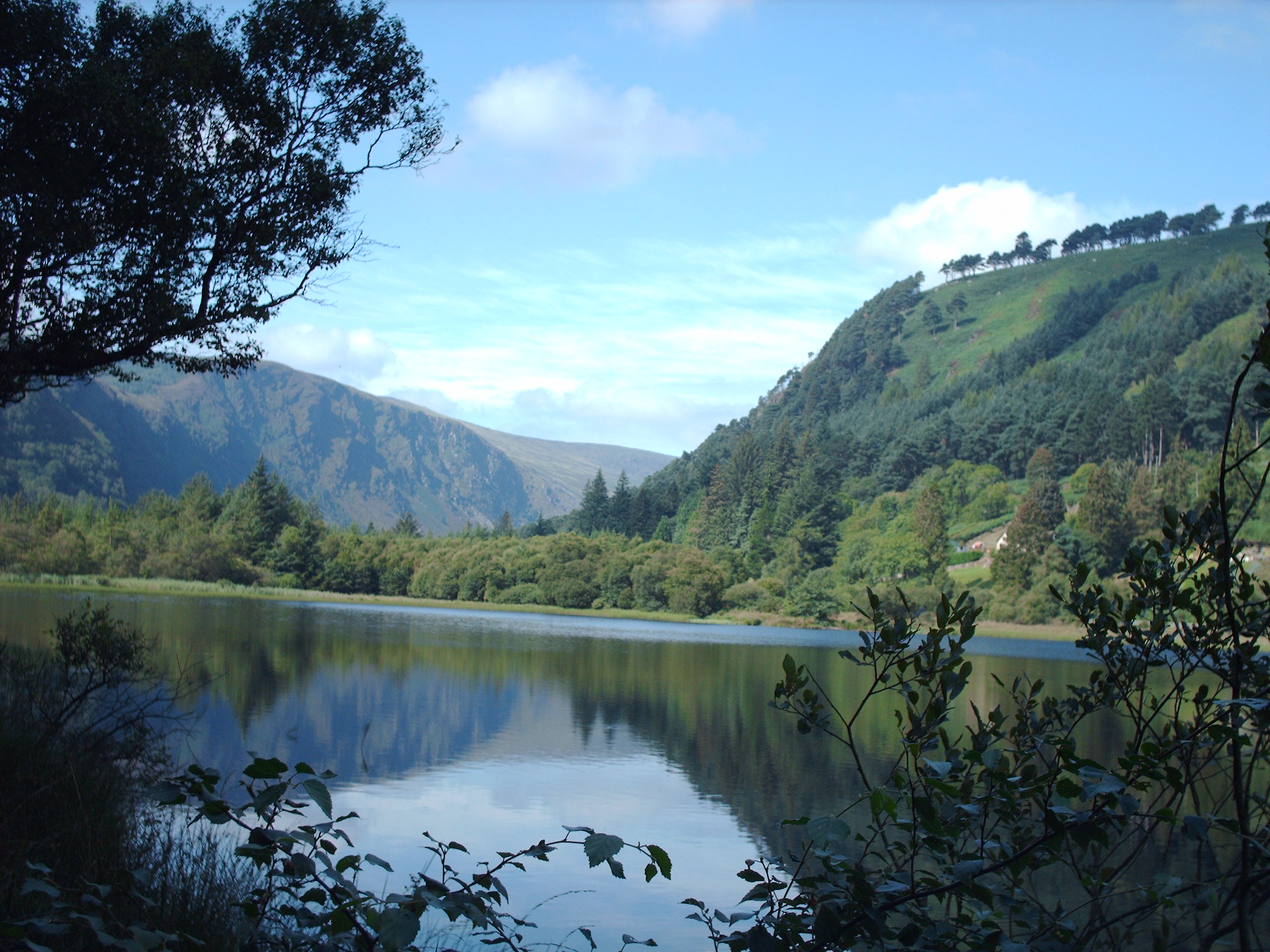
Valle de Glendalough en el condado de Wicklow.

### Geología

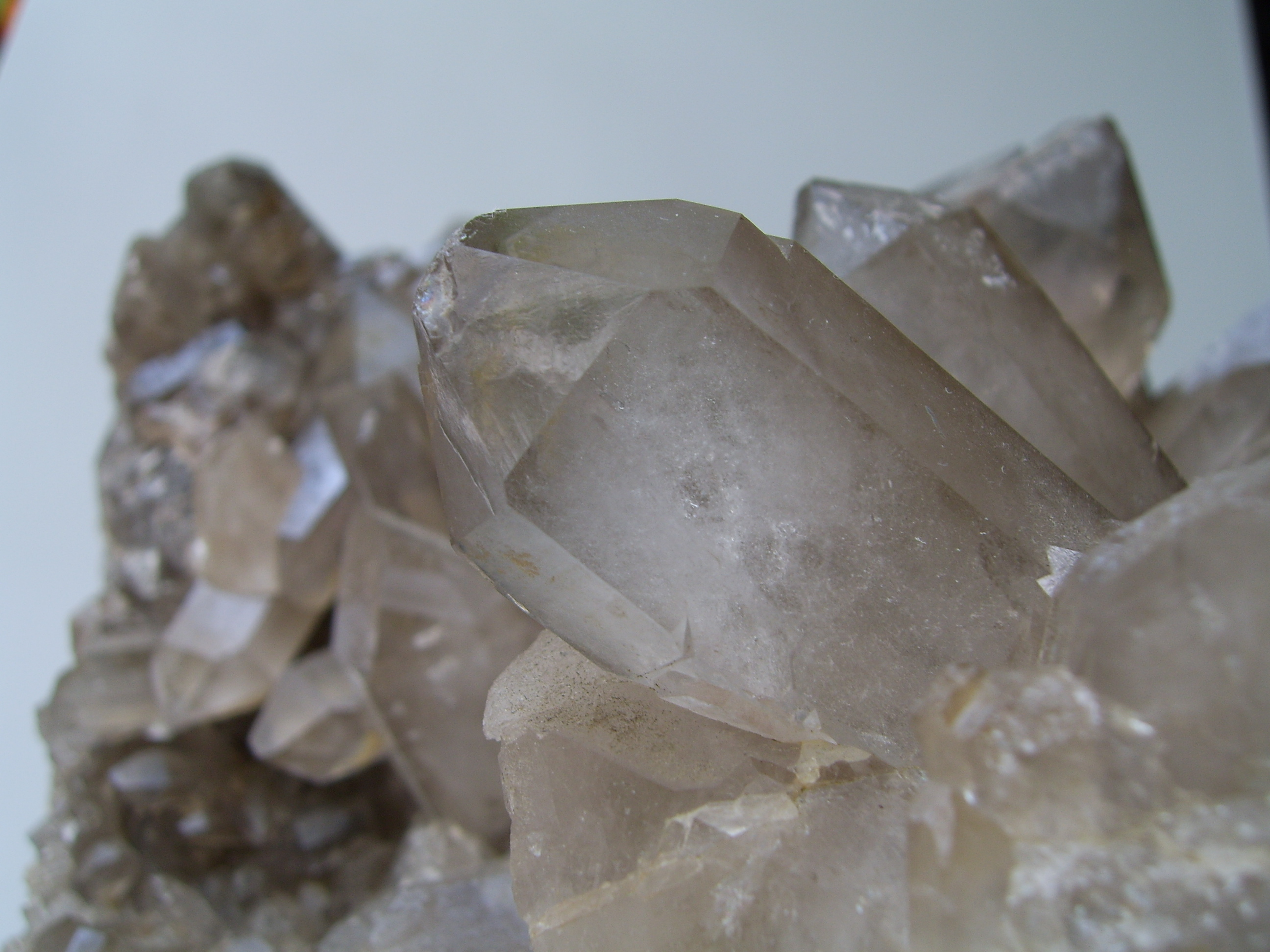
Diamante irlandés.

Geológicamente la isla se compone de varias zonas bien diferenciadas. En el oeste, alrededor de Galway y Donegal hay un complejo metamórfico e ígneo de grado entre medio y alto afín a la Orogenia Caledoniana. En el sureste del Úlster, extendiéndose al suroeste hacia Longford y al sur hasta Navan, hay una zona de rocas del Ordovícico y el Silúrico con muchas características afines a las de la zona de las Tierras Altas del Sur escocesas.
Más al sur, hay una zona alrededor de la costa de Wexford formada por intrusiones graníticas en las rocas ordovícicas y silúricas, muy similares a las de Cornualles. En el suroeste, alrededor de la bahía de Bantry y las montañas de Macgillycuddy's Reeks, existe una zona de rocas devónicas sustancialmente deformadas, pero solo ligeramente metamorfizadas, también muy similares a las de Cornualles.
Este anillo parcial de «roca dura» geológica está cubierto por una capa de piedras calizas carboníferas hacia el centro de la isla, dando lugar a su comparativamente fértil y exuberante paisaje. El distrito de Burren en la costa oeste, alrededor de Lisdoonvarna, presenta características cársticas bien desarrolladas. En el resto del territorio, se encuentra mineralización estratiforme de zinc y plomo, en la piedra caliza alrededor de Silvermines y de Tynagh.
Se realizan exploraciones en busca de hidrocarburos. El primer hallazgo significativo fue el campo de gas más grande de Irlanda, ubicado en Kinsale Head, Cork/Cobh, descubierto por la compañía petrolera Marathon Oil a mediados de los años 1970. Más recientemente, en 1999, la compañía petrolera Enterprise Oil anunció el descubrimiento de un campo de gas en Corrib, que ha aumentado la actividad mar adentro en la costa oeste, paralelamente al saliente al oeste de las Shetland de la conocida como «provincia del hidrocarburo del Mar del Norte».
La exploración de nuevos yacimientos prosigue, con una frontera bien planeada al norte de Donegal en agosto del 2006, y perforaciones prospectivas en el Mar de Irlanda y el Canal de San Jorge.

### Clima

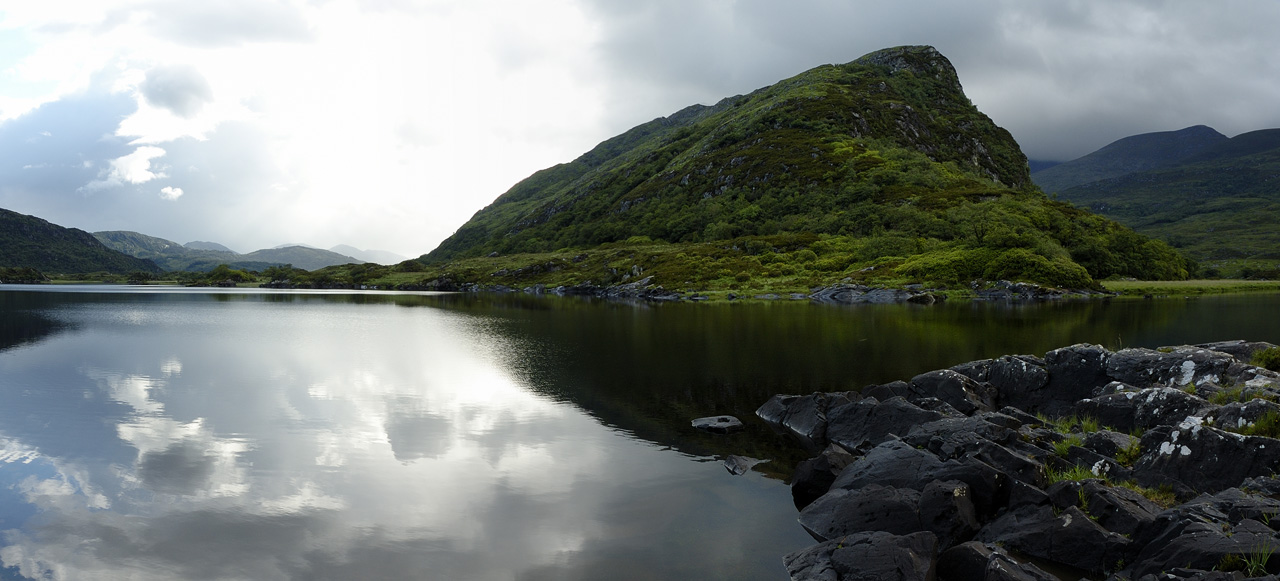
Parque Nacional de Killarney.

Irlanda tiene un clima suave, aunque variable, durante todo el año, con pocos extremos fuera de la media. La temperatura registrada más cálida fue de 33,3 °C en el castillo de Kilkenny, condado de Kilkenny, el 26 de junio de 1887, mientras que la más fría fue de -19,1 °C en el castillo de Markree, Condado de Sligo, el 16 de enero de 1881.
Otras estadísticas muestran que la mayor precipitación anual registrada fue de 3964,9 mm en Ballaghbeena Gap, en 1960. El año más seco registrado fue 1887, con tan solo 357 mm de lluvia en Glasnevin, mientras que el período más largo de sequía se dio en Limerick, donde entre abril y mayo de 1938 no se registraron precipitaciones durante 38 días seguidos.
El clima es típicamente insular y de naturaleza templada, a consecuencia de los moderadamente húmedos vientos de componente atlántico, evitando los extremos en las diferencias de temperatura que sí están presentes en otras regiones de similar latitud. Las precipitaciones (principalmente lluvias) se reparten de forma regular durante todo el año, pero en general son ligeras, particularmente en el este del país. El oeste del país, sin embargo, tiende a ser más húmedo y propenso a tormentas atlánticas, especialmente en los últimos meses de otoño y de invierno, que traen de vez en cuando vientos destructivos y la mayoría de precipitaciones en estas áreas, así como nieve y granizo. Las regiones del norte de Galway y el este de Mayo tienen la mayor cantidad de incidentes de relámpagos registrados anualmente (5 a 10 días por año), aunque allí las tormentas no son habituales porque los contrastes de temperaturas son poco acusados, no favoreciendo la formación de nubes de desarrollo. Las nevadas prolongadas son raras, y tienden a estar confinadas en la mitad norte del país. En algunas zonas del sur y del suroeste no nieva desde febrero de 1991.
Hay diferencias apreciables en la temperatura entre las áreas costeras e interiores. Las áreas interiores son más calientes en verano y más frías en invierno, generalmente con alrededor de 40 días de temperaturas bajo cero (0 °C) en las estaciones meteorológicas interiores, y solamente 10 días en las estaciones costeras. Puede apreciarse diferencia de temperaturas en distancias muy cortas, por ejemplo la temperatura máxima diaria del promedio en julio en Omagh es 23 °C, mientras que es solamente 18 °C en Derry, apenas a 55 kilómetros de distancia. Las temperaturas mínimas diarias del promedio en enero en estas localizaciones también se diferencian, con solamente -3 °C en Omagh y 0 °C en Derry. Irlanda es afectada a veces por olas de calor, las más recientes en 1995, 2003 y 2006. Las temperaturas medias en la isla varían entre –4 °C (mínimo) y 11 °C (máximo) en enero, y de 9 °C (mínimo) a 23 °C (máximo) en julio.

### Flora
Debido al clima templado oceánico moderado por la corriente del Golfo, el clima relativamente tibio y la muy elevada humedad (reforzada por la presencia de abundantes turberas) la isla está casi íntegramente cubierta por una pradera en la cual predomina el trébol (símbolo nacional y tradicional de la cultura irlandesa), la turba se forma a partir de la descomposición de plantas como el sphagnum; la pradera irlandesa posee un color verde intenso lo que ha dado lugar al sobrenombre que suele recibir Irlanda: «la Verde Erin».
Quedan pocos bosques; hasta la Edad Moderna la mayor parte del Irlanda estaba como las otras islas británicas, cubierta de bosques de caducifolias como el roble, la encina, el aliso y el olmo; gran parte de esos bosques fueron talados por los invasores ingleses para extender las pasturas de ovinos y la construcción de barcos; con la Revolución industrial los ingleses acentuaron la deforestación, al utilizar la madera también como carbón vegetal.

### Fauna

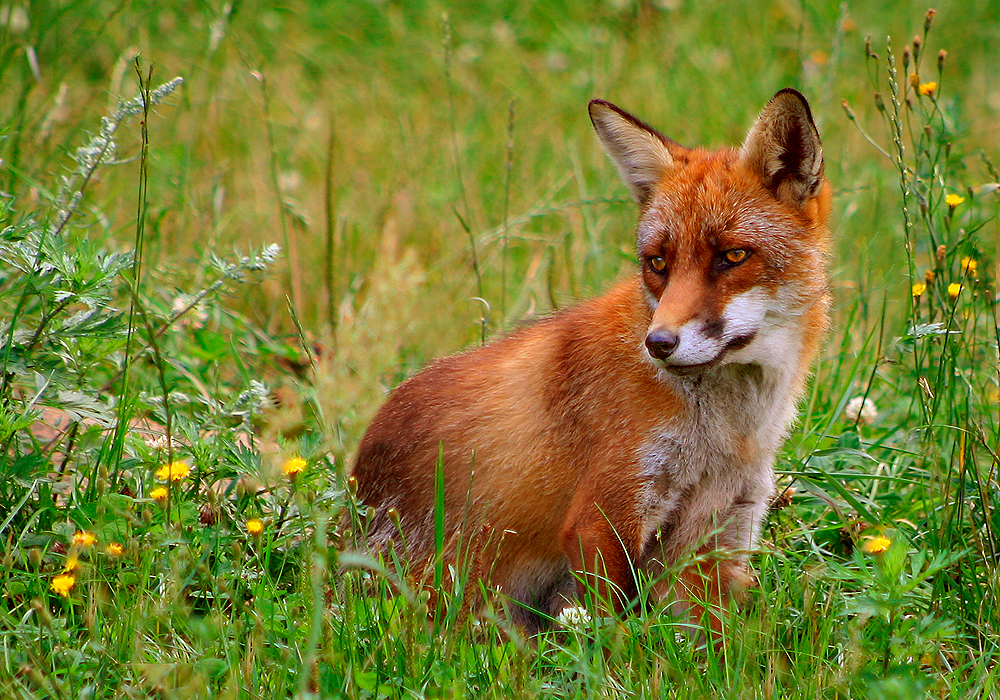
Zorro rojo

Debido a su aislamiento desde el fin del Wurmiense respecto a las áreas continentales e incluso respecto a Gran Bretaña, la fauna terrestre autóctona es pobre: algunos zorros rojos, hurones, liebres y poquísimos venados constituyen el elenco principal. Llama la atención la escasez de reptiles; solo existe un reptil autóctono: la lagartija vivípara. La fauna de aves y mamíferos anfibios también está reducida por la depredación, aunque existen grandes colonias de aves marinas en los acantilados costeros, como alcas, araos, frailecillos, alcatraces, pardelas y paiños. También destacan las poblaciones invernantes de barnaclas carinegras y cariblancas, y de ánsares caretos. Para el caso, el alca gigante -el ave que primeramente recibiera el nombre de pingüino, aunque no perteneciera a la familia de los pingüinos australes- fue extinguida en el siglo XVII.

### Parques naturales
Conviene destacar que en Irlanda existen seis parques nacionales de singular belleza y con una gran diversidad de flora y paisajes. Se trata de los siguientes parques, de los que cinco están próximos a la costa oeste de la isla; avanzando de norte a sur, son: Glenveagh, en el condado de Donegal al noroeste y, un poco más al suroeste, Ballycroy/Wild Nephin, en el condado de Mayo. A continuación, sucesivamente, se encuentra el de Connemara y el Burren, situados respectivamente al noroeste y al sur de la ciudad de Galway. Continuando por la costa oeste hacia el sur, y pasado el estuario del río Shannon a la altura de Limerick, se encuentra el parque nacional de Killarney, junto al sur de la ciudad. Por último, el de las Montañas de Wicklow, al oeste de la ciudad homónima, al sur de Dublín.
Asimismo, existen numerosas reservas naturales por todo el país, todas ellas declaradas Natural Heritage Areas (NHA, áreas de patrimonio natural), de las cuales además algunas son Zonas Especiales de Conservación, de acuerdo con la legislación europea.

## Demografía
Irlanda es uno de los países de Europa con la tasa de natalidad más elevada (17 % en el año 2000), y uno de los más altos índices de crecimiento natural de la población (0,5 % en el año 2000). También contrasta con el resto de Europa por la juventud de su población y el bajo índice de urbanización (63 % en el año 2000).
La población total de Irlanda es de 4 581 269 habitantes que viven en la República de Irlanda
(1,7 millones aproximadamente en la Gran Área de Dublín). En 1841 la población era de 6,5 millones de habitantes, y pasó a 5,1 millones en 1850 después de la Gran hambruna irlandesa acompañada de una emigración masiva. La población siguió decreciendo hasta los años 1960, como indica que en 1901 la población era de 3,2 millones de habitantes y en 1961 de 2,8 millones, pero a partir de este momento volvió a crecer. En los años 1990 y todavía más en los años 2000 la inmigración ha aumentado.

### Religión
La población de la República de Irlanda profesa mayoritariamente el cristianismo, concretamente en su forma católica. La constitución de Irlanda establece que el estado no favorecerá una religión en particular y garantiza la libertad de religión.
En el censo de 2016, el 78,3 % (3,5 millones) de la población irlandesa se identificó como católica, que es 209 220 menos que en 2010, cuando el porcentaje era del 88 %. El cristianismo fue introducido por San Patricio, pero se ha producido un descenso en la asistencia a los servicios religiosos. Entre 1996 y 2001 la asistencia regular a misa, decayó de un 60 % a un 48 % (hacia 1973 superaba el 90 %) y están activos 2 seminarios.  En 1995, tras una prohibición de alrededor de 60 años, los votantes decidieron volver a legalizar el divorcio en la República. Aun así, el número de practicantes es superior a la media europea. La religión católica en Irlanda es también un símbolo de identificación nacional.
Según el censo de 2006, el número de personas que dijeron que no pertenecían a ninguna religión era de 186 318 (el 4,4 %). Las 1515 personas adicionales se declararon agnósticos y 929 ateos. Por lo tanto, el total no religioso es del 4,5 % de la población. El resto de la población, o sea 70 322 (el 1,7 %), no declararon una religión.

### Salud
La asistencia sanitaria en Irlanda la prestan tanto proveedores de servicios sanitarios públicos como privados. El ministro de Sanidad es el responsable de establecer la política general de los servicios sanitarios. Todos los residentes en Irlanda tienen derecho a recibir asistencia sanitaria a través del sistema público de salud, gestionado por el Ejecutivo del Servicio de Salud y financiado por los impuestos generales. Es posible que una persona tenga que pagar una cuota subvencionada por determinados cuidados sanitarios recibidos; esto depende de los ingresos, la edad, la enfermedad o la discapacidad. Todos los servicios de maternidad son gratuitos y los niños hasta los 6 meses de edad. La atención de urgencia se presta a los pacientes que se presentan en un servicio de urgencias hospitalario. Sin embargo, las personas que acuden a los servicios de urgencias en situaciones no urgentes y que no son remitidas por su médico de cabecera pueden incurrir en una tasa de 100 euros. En algunas circunstancias, esta tasa no se paga o puede eximirse.
Los titulares de la Tarjeta Sanitaria Europea tienen derecho a recibir mantenimiento y tratamiento gratuitos en las camas públicas de los hospitales del Ejecutivo de Servicios de Salud y de los voluntarios. Los servicios ambulatorios también son gratuitos. Sin embargo, la mayoría de los pacientes con ingresos medios o superiores deben pagar las tasas hospitalarias subvencionadas. La población tiene a su disposición un seguro médico privado para aquellos que quieran acogerse a él.
La esperanza de vida media en Irlanda en 2016 era de 81,8 años (lista de la OCDE de 2016), con 79,9 años para los hombres y 83,6 años para las mujeres. Tiene la tasa de natalidad más alta de la UE (16,8 nacimientos por cada 1000 habitantes, frente a una media de la UE de 10,7) y una tasa de mortalidad infantil muy baja (3,5 por cada 1000 nacidos vivos). El sistema sanitario irlandés ocupó el puesto 13 de 34 países europeos en 2012, según el Índice de Consumo Sanitario Europeo elaborado por Health Consumer Powerhouse. El mismo informe clasificó el sistema sanitario irlandés como el octavo con mejores resultados sanitarios, pero sólo el vigésimo primer sistema más accesible de Europa.

### Educación

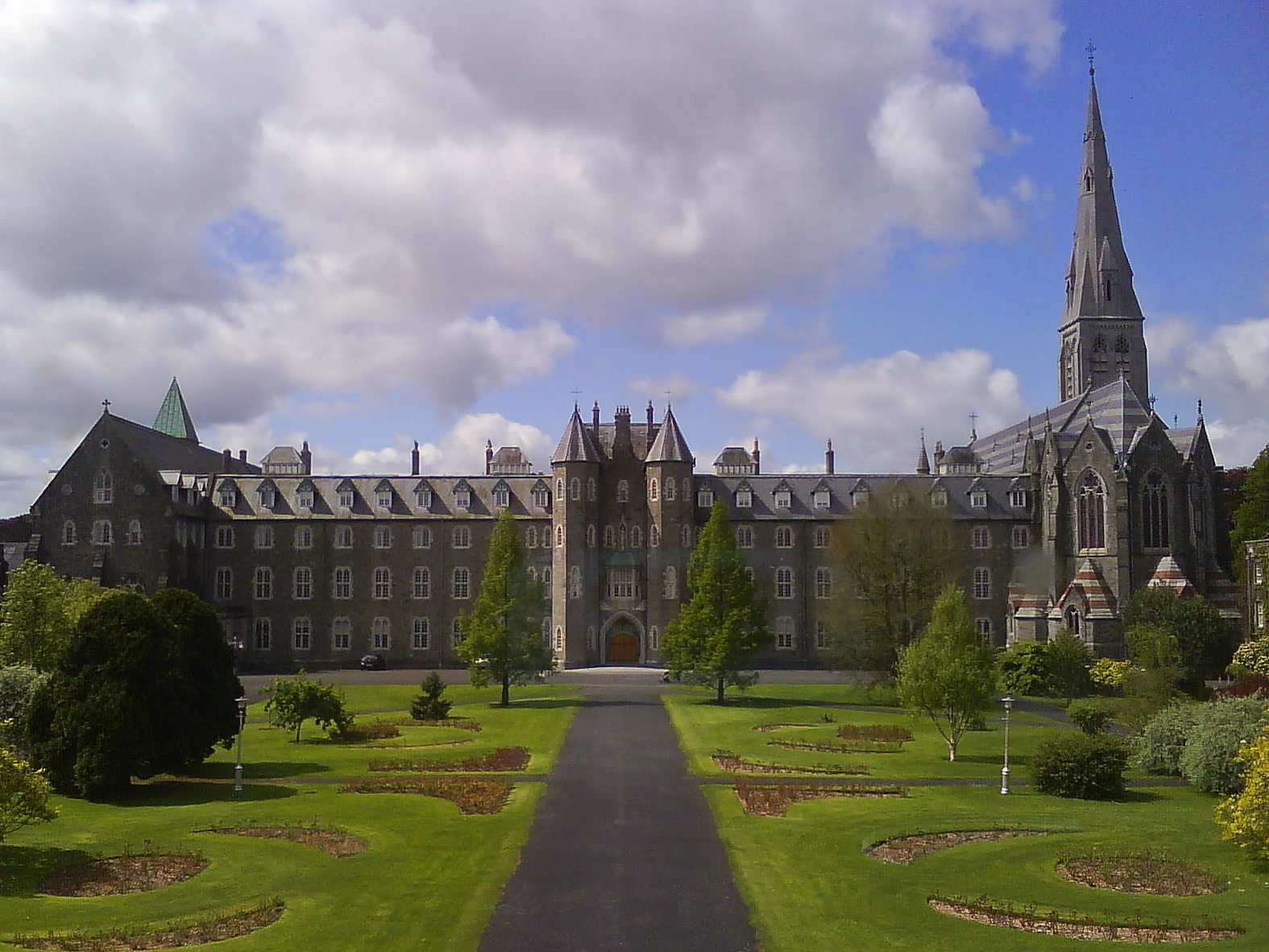
St. Patrick's College, Irlanda

Irlanda tiene tres niveles de enseñanza: primaria, secundaria y superior. Los sistemas educativos están en gran medida bajo la dirección del Gobierno a través del ministro de Educación. Las escuelas primarias y secundarias reconocidas deben seguir el plan de estudios establecido por las autoridades competentes. La educación es obligatoria entre los seis y los quince años, y todos los niños hasta los dieciocho años deben completar los tres primeros años de secundaria, incluyendo una prueba del examen del Certificado Júnior.
Hay aproximadamente 3.300 escuelas primarias en Irlanda. La gran mayoría (92%) están bajo el patrocinio de la Iglesia Católica. Las escuelas dirigidas por organizaciones religiosas, pero que reciben dinero y reconocimiento públicos, no pueden discriminar a los alumnos por su religión o por la falta de ella. Existe un sistema sancionado de preferencia, en el que los alumnos de una determinada religión pueden ser aceptados antes que los que no comparten la ética del colegio, en el caso de que se haya alcanzado el cupo del centro.
El Leaving Certificate, que se realiza tras dos años de estudio, es el último examen del sistema de enseñanza secundaria. El acceso a los cursos de tercer nivel depende, por lo general, de los resultados obtenidos en las seis mejores asignaturas cursadas, en régimen de concurso. Los premios de educación de tercer nivel son otorgados por al menos 38 instituciones de educación superior, entre las que se incluyen los colegios constituyentes o vinculados de siete universidades, además de otras instituciones designadas por el Consejo de Premios de Educación Superior y Formación.
El Programa para la Evaluación Internacional de los Estudiantes, coordinado por la OCDE, clasifica actualmente a Irlanda con la cuarta puntuación más alta en lectura, la novena en ciencias y la decimotercera en matemáticas, entre los países de la OCDE, en su evaluación de 2012. En 2012, los estudiantes irlandeses de 15 años tenían los segundos niveles más altos de lectura de la UE. Irlanda también cuenta con 0,747 de las 500 mejores universidades del mundo per cápita, lo que sitúa al país en el octavo lugar del mundo. La educación primaria, secundaria y superior (universidad/colegio) son gratuitas en Irlanda para todos los ciudadanos de la UE. Se cobran tasas para cubrir los servicios estudiantiles y los exámenes.
Además, el 37% de la población irlandesa tiene un título universitario o de grado superior, uno de los porcentajes más altos del mundo.

## Economía

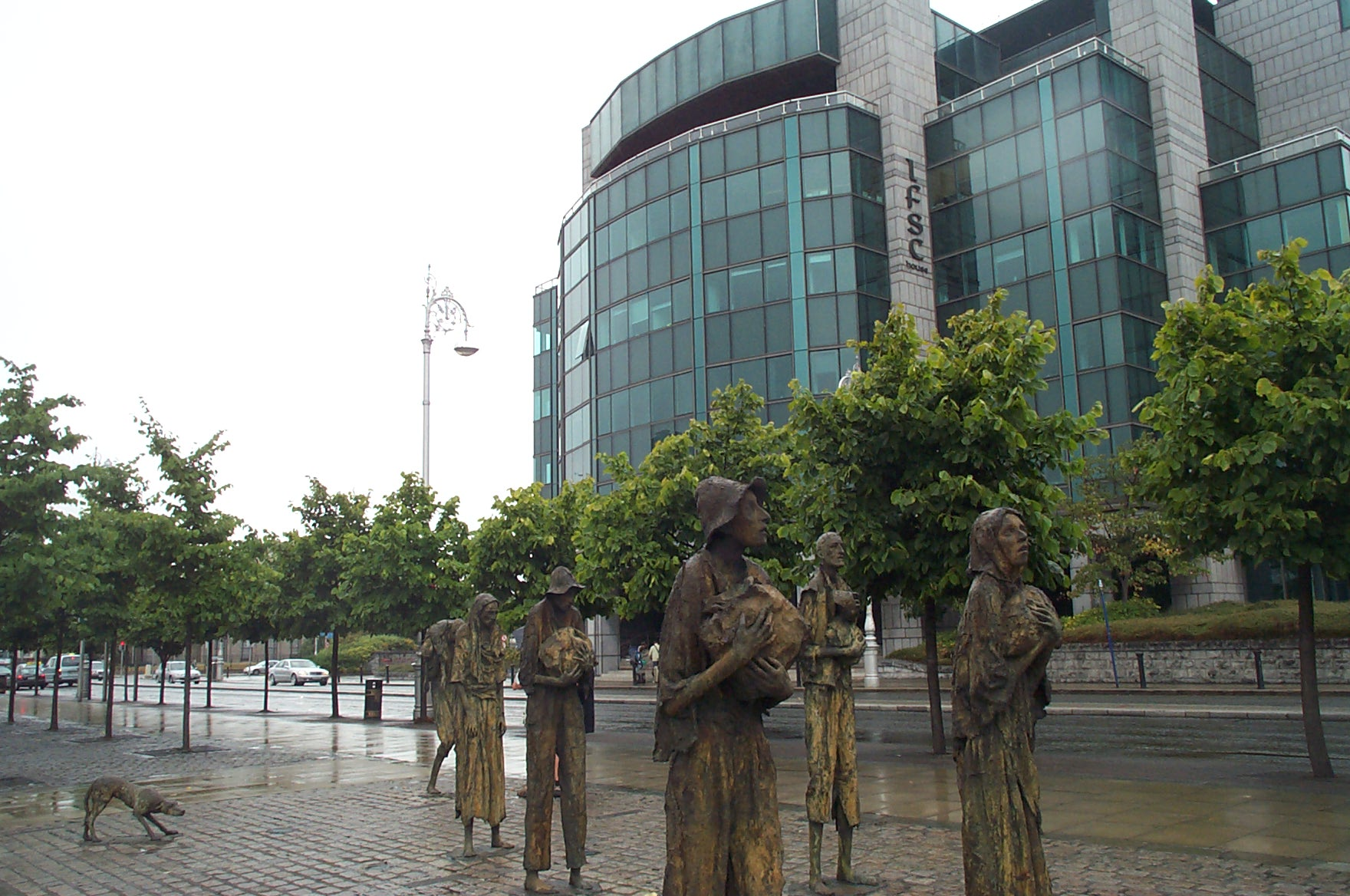
El Centro Internacional de Servicios Financieros en Dublín.

Eurozona

La República de Irlanda ha tenido un crecimiento económico espectacular en las dos décadas del periodo 1980-2000, donde Irlanda pasó de ser un país de pobreza, a uno de los países con el PIB por habitante más alto del mundo. Esto estuvo relacionado con la llegada de innumerables macroempresas mundiales que establecieron su sede en Irlanda como por ejemplo la multinacional Canon o la franquicia PC World.
Sin embargo, el cálculo del PIB en Irlanda se considera engañoso: «El peso de las multinacionales es tan grande y los beneficios repatriados tan importantes que el PIB sobreestima la producción de riqueza real», explica el Nevin Economic Research Institute (NERI), cuyo análisis comparte el Financial Times. El diario británico señala que las autoridades irlandesas «utilizan una herramienta específica, la renta nacional bruta (RNB) modificada. Se trata de restar el impacto de la inversión extranjera para comprender mejor el estado real de la economía y el nivel de vida de los irlandeses. Así, en 2020 (año en el que la economía mundial se vio muy afectada por la pandemia de COVID-19), la recesión medida en términos de PIB sería del 2,3%, y del 6% según la RNB.
Entre 2000 y 2017, el empleo industrial en Irlanda cayó un 22,1%. El modelo económico irlandés se basa ahora en gran medida en la competencia fiscal. El nivel del impuesto de sociedades en Irlanda, del 12,5%, es excepcionalmente bajo para un país europeo, donde el tipo medio es del 25,9%.
La República de Irlanda es una economía pequeña, moderna y dependiente del comercio con un crecimiento que alcanzó en promedio un robusto 10% en el período 1995-2000.
La agricultura, que fue hace tiempo el sector más importante, se encuentra actualmente empequeñecida por los servicios y la industria, que representa un 38% del PNB, alrededor del 80% de las exportaciones y emplea a 28% de la fuerza laboral. A pesar de mantener su robusto crecimiento fundamentalmente a base de exportaciones, la economía está siendo beneficiada también por una subida en el consumo y la recuperación de las inversiones en negocios y la construcción. Irlanda es uno de los mayores exportadores de bienes y servicios relacionados con el software en el mundo. De hecho, mucho software extranjero, y en ocasiones música, es filtrado a través de la República para sacar ventaja de la política de no cobrar impuestos sobre regalías de bienes con copyright.
Durante los años 1990 el gobierno irlandés implementó una serie de programas económicos diseñados para refrenar la inflación, aliviar la carga impositiva, reducir el gasto del gobierno como un porcentaje del PNB, incrementar las habilidades de la fuerza laboral y promover las inversiones extranjeras. El Estado se unió a la iniciativa del euro en enero de 2001 (abandonando la libra irlandesa) junto con otras diez naciones de la Unión Europea. Este período de elevado crecimiento económico llevó a muchos a bautizar la República el Tigre Celta. La economía sintió el impacto de la desaceleración de la economía global en 2001, particularmente en el sector de exportación de tecnología de avanzada, donde la tasa de crecimiento fue reducida prácticamente a la mitad. El crecimiento del PNB permaneció estable y relativamente robusto, con una tasa de alrededor del 6% en 2001 y 2002, pero se esperaba que esto cayera al 2% hacia 2003.
Finalmente la crisis global exhibió la fragilidad de ese milagro, con un saldo desolador: el crecimiento de Irlanda es negativo y el desempleo a fin de 2009 podría llegar al 14 por ciento de la fuerza laboral (4,3, en 2006).
El gobierno tuvo que garantizar los depósitos bancarios por 105 000 millones de dólares, nacionalizó el Anglo Irish Bank y aprobó un rescate de entidades por unos 7500 millones de dólares. Su déficit fiscal superó el 6 por ciento del PBI en 2008 y llegaría al 11 en 2009.
Tras los esfuerzos llevados a cabo por el nuevo Gobierno del nuevo Fine Gael, la economía parece estar recuperándose: a finales de 2009 se registró crecimiento positivo y tanto en 2010 como en 2011 la economía creció alrededor del 1%. La efectiva nacionalización de los grandes bancos ha devuelto la confianza a la economía irlandesa,[cita requerida] el desempleo ha bajado al 6,4% (febrero de 2017) y los precios de la vivienda no ven una recuperación clara en un futuro cercano.
La deuda pública per cápita de Irlanda en 2016 es la segunda más alta del mundo.

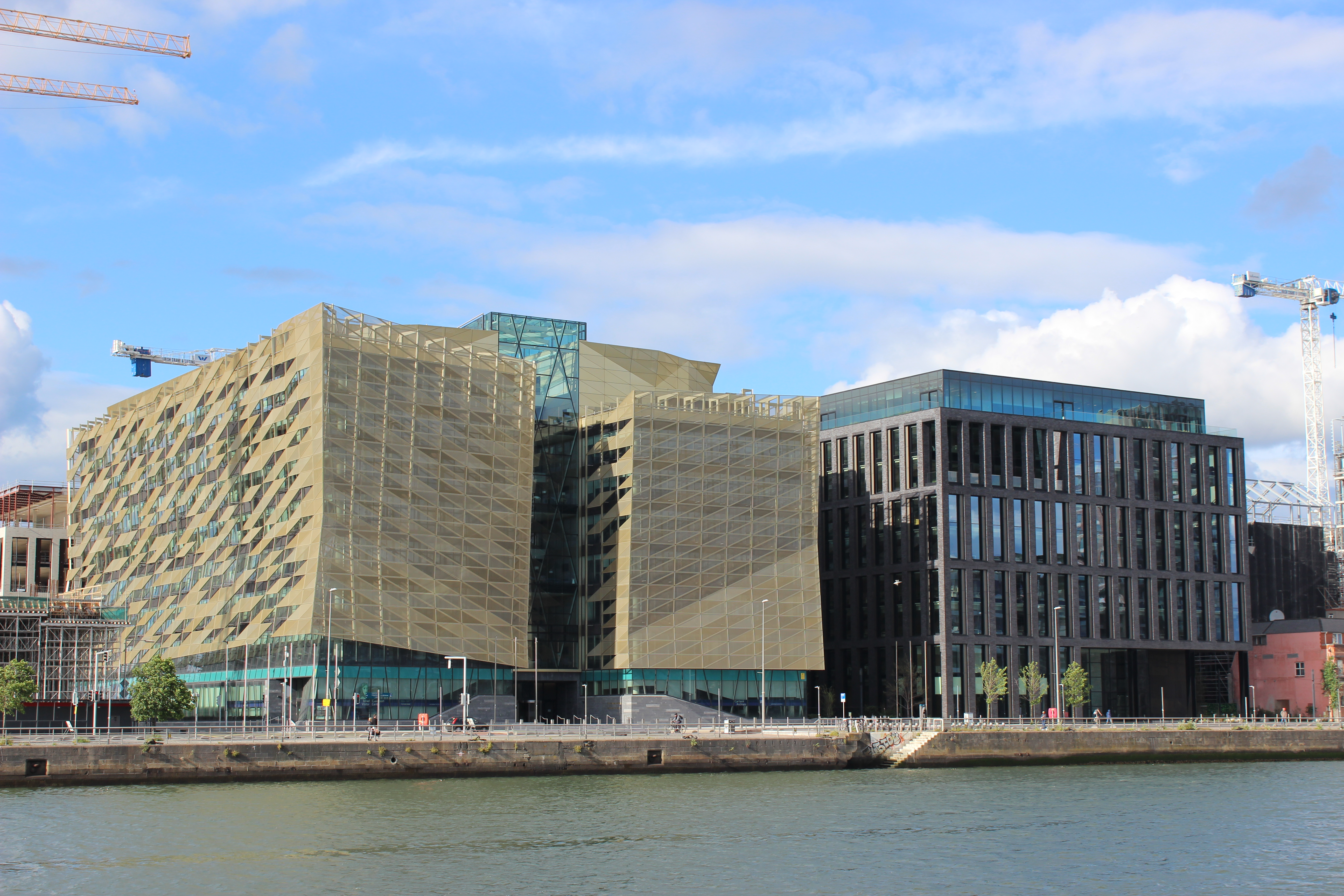
Edificio del Banco Central de Irlanda (Banc Ceannais na hÉireann - Central Bank of Ireland)

### Política fiscal
La economía irlandesa se transformó con la creación en 1987 de una «zona económica especial» de baja tributación del 10%, denominada Centro Internacional de Servicios Financieros (o «IFSC», por sus siglas en inglés). En 1999, todo el país se «convirtió efectivamente en un IFSC» con la reducción del impuesto de sociedades irlandés del 32% al 12,5% (el nacimiento del modelo de «baja tributación» de Irlanda). Esto aceleró la transición de Irlanda de una economía predominantemente agrícola a una economía del conocimiento centrada en atraer a las multinacionales estadounidenses de los sectores de la alta tecnología, las ciencias de la vida y los servicios financieros que buscaban beneficiarse de los atractivos tipos impositivos de Irlanda para las empresas y de su sistema fiscal único.
Los «esquemas fiscales multinacionales» que las empresas extranjeras utilizan en Irlanda distorsionan materialmente las estadísticas económicas irlandesas. Esto alcanzó un punto álgido con las famosas tasas de crecimiento del PIB/PNB de 2015 de la «economía del duende» (ya que Apple reestructuró sus filiales irlandesas en 2015). El Banco Central de Irlanda introdujo una nueva estadística, la «RNB modificada» (o RNB*), para eliminar estas distorsiones. La RNB* es un 30% inferior al PIB (o bien, el PIB es el 143% de la RNB). Por ello, ya no deben utilizarse el PIB y el PNB de Irlanda.
A partir de la creación de la CFI, el país experimentó un crecimiento económico fuerte y sostenido que impulsó un aumento espectacular del endeudamiento y el gasto de los consumidores irlandeses, así como de la construcción y la inversión irlandesa, que se conoció como el periodo del Tigre Celta. En 2007, Irlanda tenía la mayor deuda del sector privado de la OCDE, con una relación entre la deuda de los hogares y la renta disponible del 190%. Los mercados de capitales mundiales, que habían financiado la acumulación de deuda de Irlanda en el periodo del Tigre Celta al permitir a los bancos irlandeses endeudarse por encima de la base de depósitos nacionales (hasta más del 180% en su punto máximo), retiraron su apoyo en la crisis financiera de 2007-2008. Su retirada del sobreendeudado sistema crediticio irlandés precipitaría una profunda corrección inmobiliaria irlandesa que luego desembocó en la crisis bancaria irlandesa posterior a 2008.
El éxito de la economía de «baja tributación» de Irlanda la expone a las acusaciones de ser un «paraíso fiscal para las empresas», y la llevó a la «lista negra» de Brasil. Un estudio de 2017 sitúa a Irlanda como el 5.º mayor OFC (conductos que dirigen legalmente los fondos a los paraísos fiscales) del mundo. Un serio desafío es la aprobación de la Ley de Recortes Fiscales y Empleos de Estados Unidos de 2017 (cuyos regímenes FDII y GILTI apuntan a los «esquemas fiscales multinacionales» de Irlanda). El Impuesto sobre las Ventas Digitales (DST) de la UE de 2018 (y el deseo de una BICCIS) también se considera un intento de restringir los «esquemas fiscales multinacionales» irlandeses por parte de las empresas tecnológicas estadounidenses.

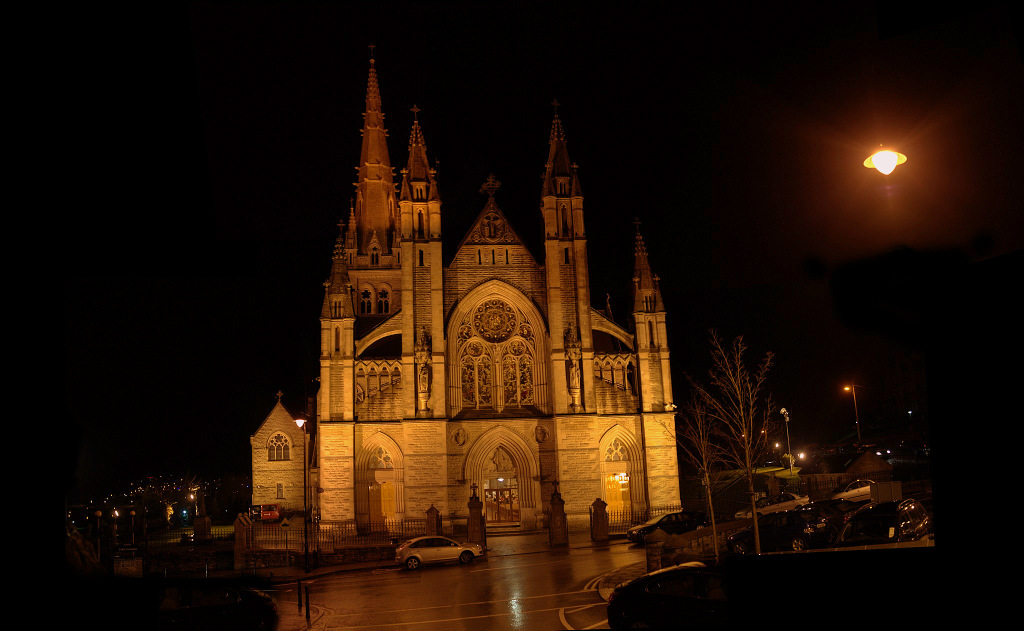
Catedral de San Eunan y San Columba, Letterkenny

### Turismo
El turismo en la República de Irlanda es uno de los mayores contribuyentes a la economía de la República de Irlanda, con 9,0 millones de personas que visitaron el país en 2017, alrededor de 1,8 veces la población de Irlanda. Cada año se obtienen alrededor de 5.000 millones de euros en ingresos de actividades económicas directamente relacionadas con los turistas, lo que representa alrededor del 4% del PNB y da empleo a más de 200.000 personas. Solo en 2011, los lectores de la guía Frommer's votaron a Irlanda como «destino vacacional favorito del mundo», Lonely Planet incluyó a Irlanda en la lista de los países más amigables del mundo y a la ciudad de Cork en la lista de las diez mejores ciudades del mundo, y el sitio web de la oficina de turismo irlandesa, DiscoverIreland.com, fue nombrado el mejor sitio web de la oficina de turismo del mundo. La mayoría de los turistas que visitan Irlanda proceden del Reino Unido, Estados Unidos, Alemania y Francia.
La aerolínea nacional de Irlanda es Aer Lingus, que presta servicio a Europa, América del Norte y África del Norte, pero la gran mayoría de los vuelos con origen en Europa continental proceden de otra compañía irlandesa, Ryanair, la mayor aerolínea de bajo coste del mundo. Estas compañías, junto con otras, vuelan a los tres aeropuertos internacionales de Irlanda, el de Shannon, el de Dublín y el de Cork. El aeropuerto de Dublín es, con diferencia, el más concurrido, con más del 80% de los pasajeros que entraron y salieron de Irlanda en 2011. Junto a estos aeropuertos hay otros aeropuertos regionales en el país, como el Ireland West Airport Knock y el Kerry Airport, que operan vuelos internacionales a Europa.

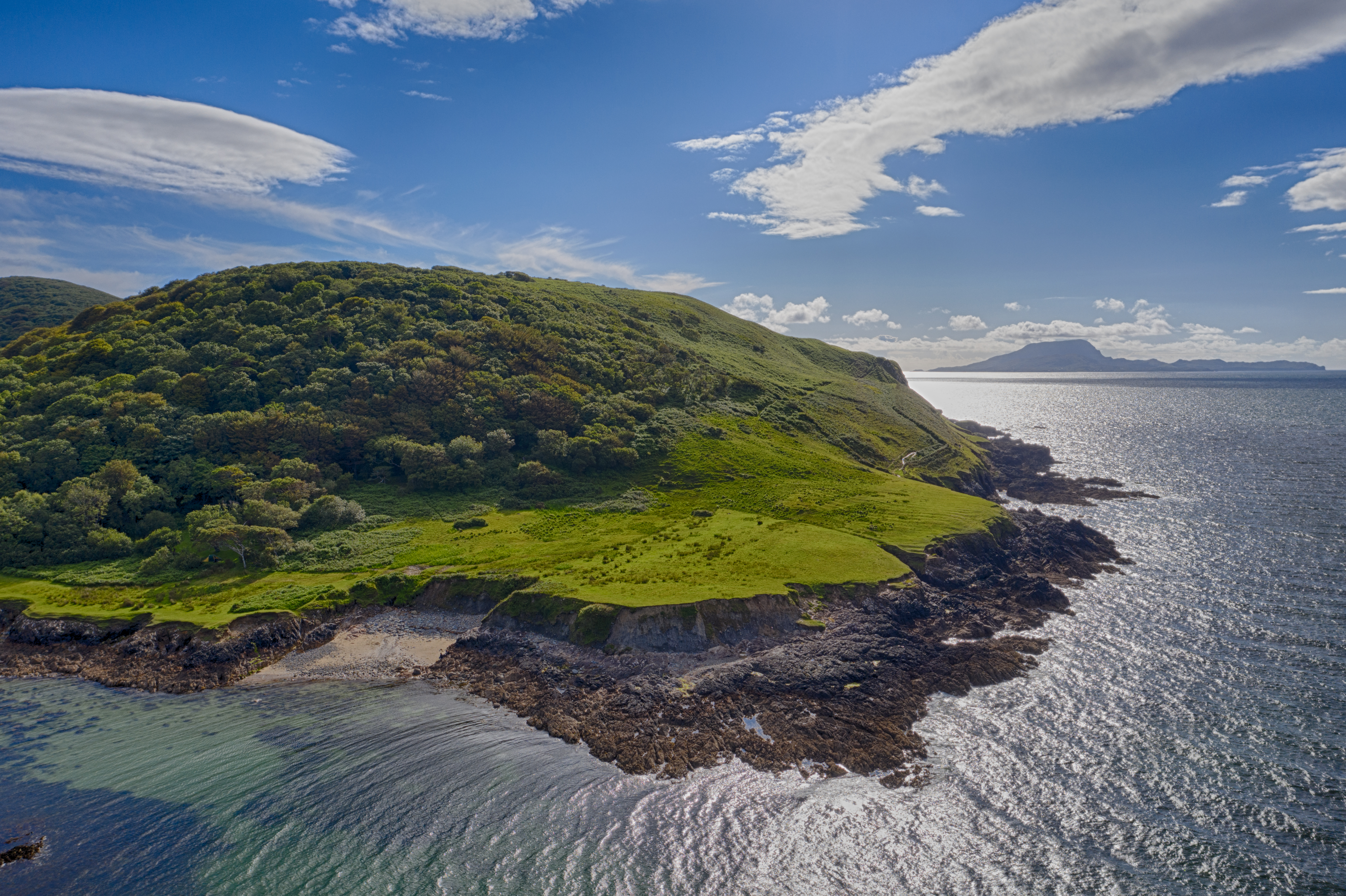
Reserva natural de Old Head Wood en el Condado de Mayo, Irlanda

Para los viajeros procedentes de la Europa continental y del Reino Unido, otra forma de entrar en el país es por mar, con conexiones en ferry a Roscoff y Cherburgo en Francia, Liverpool en Inglaterra y Pembroke, Fishguard y Holyhead en Gales, Douglas en la Isla de Man y Santander en España. Estas rutas son operadas por Irish Ferries, Stena Line, Celtic Link Ferries, P&O Ferries y Brittany Ferries
Dado que la República de Irlanda ocupa algo más del 80% de la isla de Irlanda, el país se ha hecho famoso por su pintoresca costa y sus pueblos y ciudades junto al litoral. Los más conocidos están situados en el oeste de Irlanda, sobre todo en Munster, pero otras zonas del país también tienen sus propios complejos turísticos. Los acantilados de Moher son los más famosos de Irlanda, pero los más altos son los de Croaghaun, en la costa atlántica de la isla de Achill, en el condado de Mayo, que se elevan a 688 m, más de tres veces más que los de Moher. Donegal, a menudo se afirma erróneamente que son los más altos, pero con sólo 601 m, son los segundos.
El sur y el suroeste de Irlanda son especialmente conocidos por sus complejos turísticos, como Kilkee, Lahinch, Quilty, Spanish Point y Doonbeg en Co. Clare, Youghal, Ballycotton, Kinsale y Bantry en Co. Cork y Glenbeigh, Dingle, Castlegregory y Ballybunion en el condado de Kerry. Como el oeste del país está orientado hacia el tormentoso Atlántico, se ha convertido en sinónimo de surf, sobre todo en Co. Donegal, Co. Sligo y Co. Clare.

### Energía
ESB, Bord Gáis Energy y Airtricity son los tres principales proveedores de electricidad y gas de Irlanda. Existen 19.820 millones de metros cúbicos de reservas probadas de gas. La extracción de gas natural se realizó anteriormente en Kinsale Head hasta su agotamiento. El yacimiento de gas de Corrib debía entrar en funcionamiento en 2013/14. En 2012, se confirmó que el yacimiento de Barryroe tiene hasta 1.600 millones de barriles de petróleo en reserva, con entre 160 y 600 millones recuperables, lo que podría cubrir todas las necesidades energéticas de Irlanda hasta 13 años, cuando se desarrolle en 2015/16. Se han realizado importantes esfuerzos para aumentar el uso de formas de energía renovables y sostenibles en Irlanda, sobre todo en lo que respecta a la energía eólica, con la construcción de 3.000 megavatios de parques eólicos, algunos de ellos con fines de exportación.
La Autoridad de Energía Sostenible de Irlanda (SEAI) ha calculado que el 6,5% de las necesidades energéticas de Irlanda en 2011 fueron producidas por fuentes renovables. La SEAI también ha informado de un aumento de la eficiencia energética en Irlanda, con una reducción del 28% de las emisiones de carbono por vivienda entre 2005 y 2013.

## Transporte

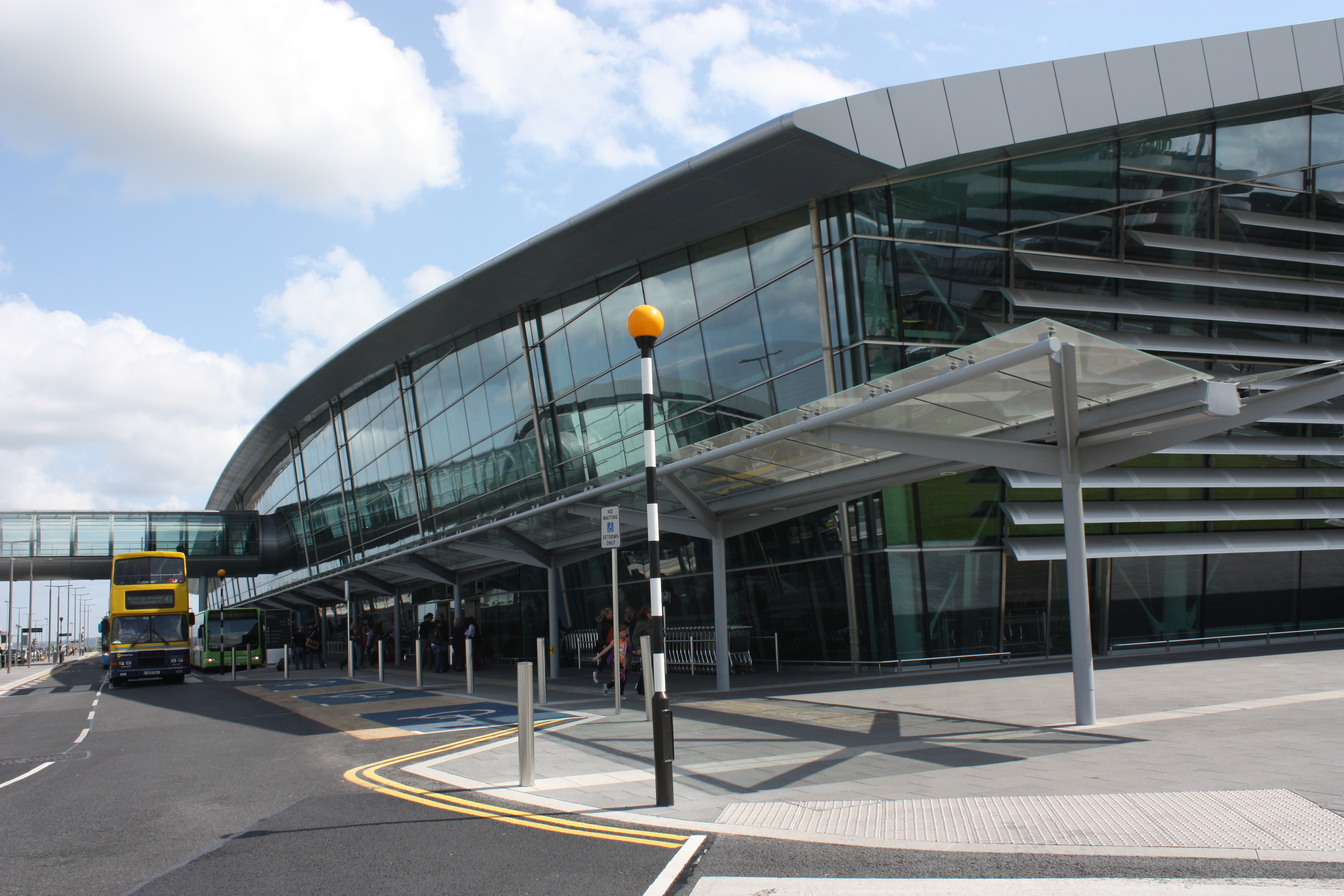
Terminal 2 del Aeropuerto de Dublín.

Los tres principales aeropuertos internacionales del país, situados en Dublín, Shannon y Cork, ofrecen numerosas rutas europeas e intercontinentales con vuelos regulares y chárter. La ruta aérea entre Londres y Dublín es la novena ruta aérea internacional más transitada del mundo, y también la más transitada de Europa, con 14.500 vuelos entre ambas en 2017. En 2015, 4,5 millones de personas realizaron la ruta, en ese momento, la segunda más transitada del mundo. Aer Lingus es la compañía aérea de bandera de Irlanda, aunque Ryanair es la mayor aerolínea del país. Ryanair es la mayor compañía aérea de bajo coste de Europa, la segunda en número de pasajeros y la mayor del mundo en número de pasajeros internacionales.
Los servicios ferroviarios están a cargo de Iarnród Éireann (Ferrocarriles Irlandeses), que explota todos los servicios ferroviarios internos interurbanos, de cercanías y de mercancías del país. Dublín es el centro de la red, con dos estaciones principales, la de Heuston y la de Connolly, que enlazan con las ciudades y pueblos principales del país. El servicio Enterprise, que funciona conjuntamente con los Ferrocarriles de Irlanda del Norte, conecta Dublín y Belfast. Toda la red de líneas principales de Irlanda funciona con vías de 1.600 mm (5 pies y 3 pulgadas), lo que es único en Europa y ha dado lugar a distintos diseños de material rodante. La red de transporte público de Dublín incluye el DART, Luas, Dublin Bus y dublinbikes.
Las autopistas, las carreteras nacionales primarias y las carreteras nacionales secundarias son gestionadas por Transport Infrastructure Ireland, mientras que las carreteras regionales y las carreteras locales son gestionadas por las autoridades locales en cada una de sus respectivas áreas. La red de carreteras se centra principalmente en la capital, pero las autopistas la conectan con otras grandes ciudades irlandesas como Cork, Limerick, Waterford y Galway.
Dublín cuenta con importantes infraestructuras como los puentes de peaje East-Link y West-Link, así como el túnel del puerto de Dublín. El túnel Jack Lynch, bajo el río Lee en Cork, y el túnel de Limerick, bajo el río Shannon, fueron dos grandes proyectos fuera de Dublín.

## Cultura

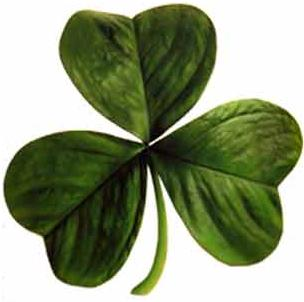
Un shamrock o trébol de tres hojas típico irlandés.

Destacan los escritores James Joyce, Jonathan Swift y Oscar Wilde, además de los cuatro Premios Nobel de Literatura: George Bernard Shaw, W. B. Yeats, Samuel Beckett y Seamus Heaney. También el único Premio Nobel de Física, Ernest Walton, que lo compartió en 1951 y el pueblo de Adare
Robert Boyle, nacido en el Castillo de Lismore (condado de Waterford) en 1627, entre otros trabajos importantes, formuló la ley que lleva su nombre, relativa a los gases ideales o perfectos, según la cual a temperatura constante, el producto de la presión por el volumen de un gas se mantiene constante: P.V = k
William Thomson, por su parte, fue un inventor, fundador de la termodinámica y precursor de la teoría electromagnética; y William Rowan Hamilton que fue un reconocido físico y matemático del siglo XIX.
El primer médico con titulación nobiliaria que existió, sir Hans Sloane, era un médico irlandés cuya afición era la botánica y cuya colección es el núcleo del Museo Británico.
Una de las zonas más concurridas de Dublín es la llamada Temple Bar (la zona vieja donde se puede encontrar a personas de todo el mundo) o lugares de temática diversa como el moderno Thunder Road Café. En el área del espectáculo de danza destaca Riverdance.

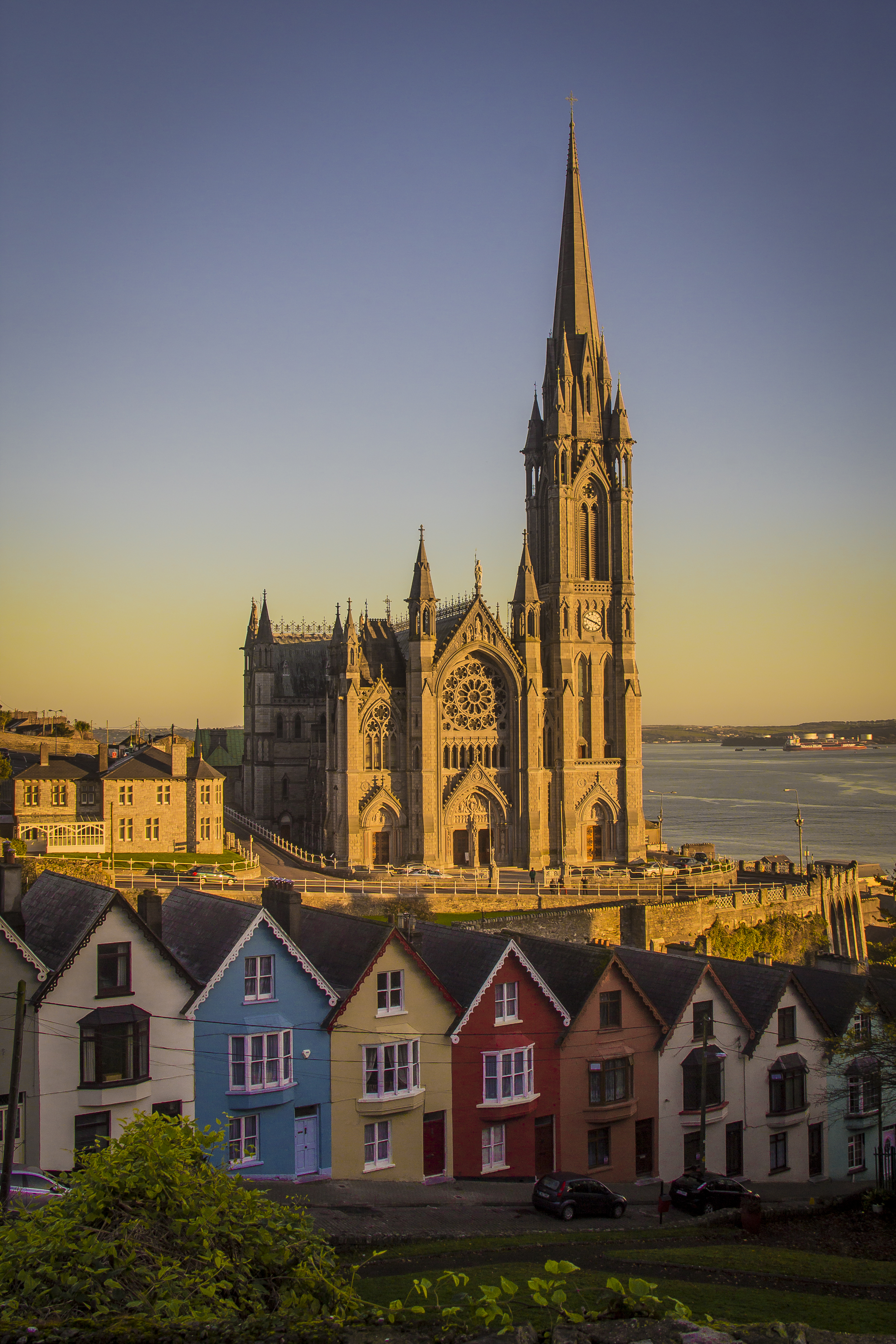
Catedral de San Colmán, Condado de Cork, Irlanda

### Arquitectura
Irlanda cuenta con una gran cantidad de estructuras, que sobreviven en diversos estados de conservación, del periodo neolítico, como Brú na Bóinne, el dolmen de Poulnabrone, la piedra de Castlestrange, la piedra de Turoe y el círculo de piedra de Drombeg. Como Irlanda nunca formó parte del Imperio Romano, la arquitectura antigua de estilo grecorromano es extremadamente rara, en contraste con la mayor parte de Europa occidental. En cambio, el país tuvo un largo periodo de arquitectura de la Edad de Hierro. La torre redonda irlandesa se originó durante el periodo medieval temprano.
El cristianismo introdujo casas monásticas sencillas, como las de Clonmacnoise, Skellig Michael y Scattery Island. Se ha observado una similitud estilística entre estos monasterios dobles y los de los coptos de Egipto. Los reyes y aristócratas gaélicos ocuparon ringforts o crannógs. Las reformas eclesiásticas del siglo XII a través de los cistercienses estimularon la influencia continental, con las abadías de estilo románico de Mellifont, Boyle y Tintern. [Los asentamientos gaélicos se limitaron a las protociudades monásticas, como Kells, donde el trazado actual de las calles conserva hasta cierto punto el trazado original de los asentamientos circulares. Los asentamientos urbanos significativos sólo se desarrollaron tras el período de las invasiones vikingas. Los principales Longphorts hiberno-nórdicos estaban situados en la costa, pero con asentamientos fluviales menores en el interior, como el homónimo Longford.
Los anglonormandos construyeron castillos a finales del siglo XII, como el de Dublín y el de Kilkenny, y se introdujo el concepto de ciudad comercial amurallada planificada, que adquirió estatus legal y varios derechos mediante la concesión de una Carta bajo el feudalismo. Estas cartas regían específicamente el diseño de estas ciudades. A continuación se produjeron dos importantes oleadas de formación de ciudades planificadas, la primera de las cuales fue la de las ciudades de plantación de los siglos XVI y XVII, utilizadas como mecanismo por los reyes ingleses Tudor para reprimir la insurgencia local, y la segunda la de las ciudades de terratenientes del siglo XVIII. Entre las ciudades planificadas fundadas por los normandos que se conservan se encuentran Drogheda y Youghal; entre las ciudades de plantación se encuentran Portlaoise y Portarlington; y entre las ciudades planificadas del siglo XVIII bien conservadas se encuentran Westport y Ballinasloe. Estos episodios de asentamientos planificados representan la mayoría de las ciudades actuales en todo el país.
Las catedrales góticas, como la de San Patricio, también fueron introducidas por los normandos. Los franciscanos dominaban la dirección de las abadías en la Baja Edad Media, mientras que las elegantes casas torre, como el castillo de Bunratty, fueron construidas por la aristocracia gaélica y normanda. Muchos edificios religiosos se arruinaron con la Disolución de los Monasterios, Tras la Restauración, el palladianismo y el rococó, en particular las casas de campo, se extendieron por Irlanda bajo la iniciativa de Edward Lovett Pearce, siendo las Casas del Parlamento las más significativas.

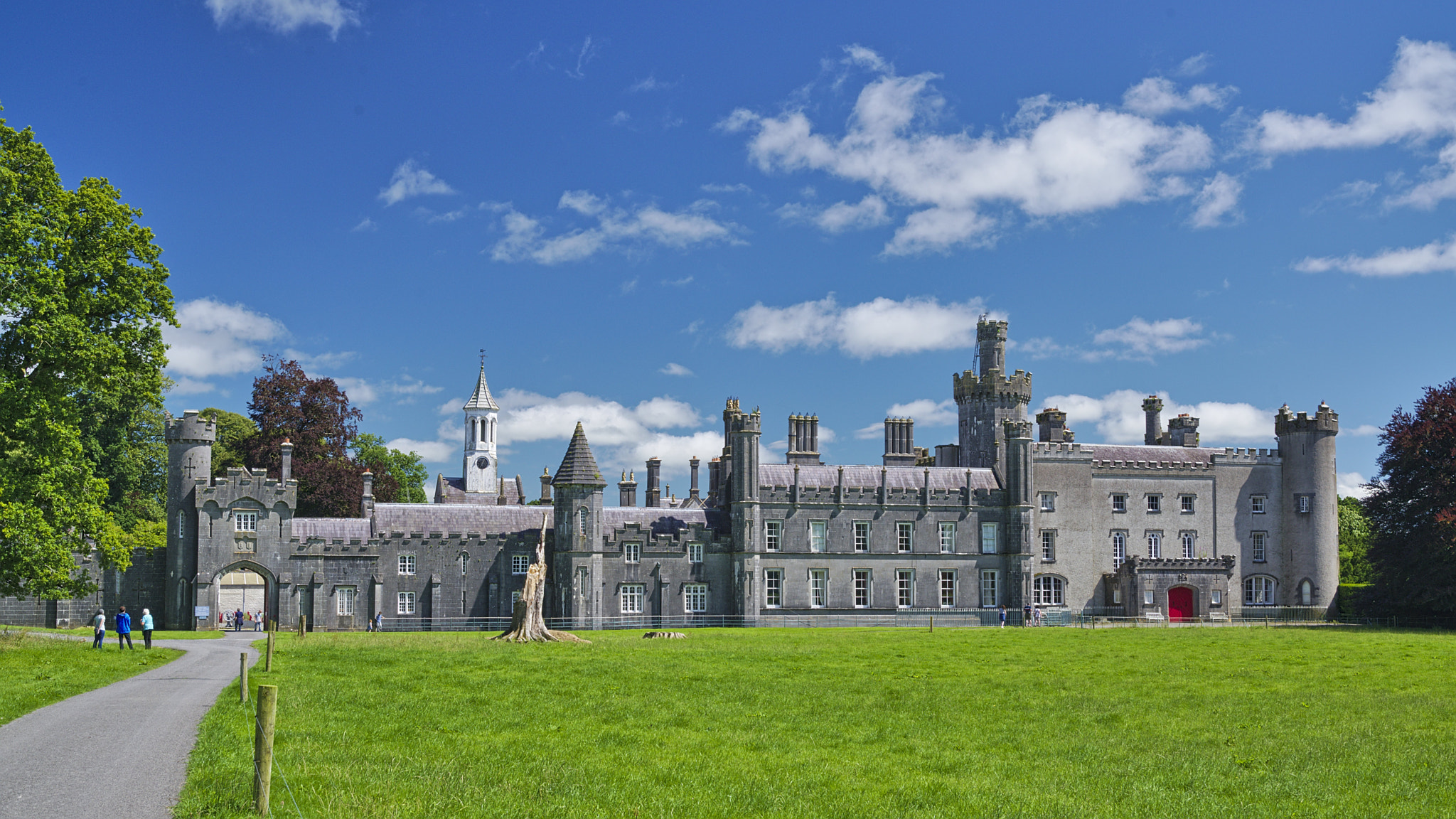
Castillo de Tullynally, Irlanda

Con la construcción de edificios como The Custom House, Four Courts, General Post Office y King's Inns, florecieron los estilos neoclásico y georgiano, especialmente en Dublín. Las casas adosadas georgianas dieron lugar a calles de singular distinción, sobre todo en Dublín, Limerick y Cork. Tras la emancipación católica, surgieron catedrales e iglesias influidas por el renacimiento gótico francés, como St Colman's y St Finbarre's. Irlanda ha estado asociada durante mucho tiempo a las casitas con tejado de paja, aunque hoy en día se consideran pintorescas.
A partir de la iglesia art decó diseñada por los estadounidenses en Turner's Cross, Cork, en 1927, la arquitectura irlandesa siguió la tendencia internacional hacia los estilos de construcción modernos y elegantes desde el siglo XX. Otros desarrollos incluyen la regeneración de Ballymun y una extensión urbana de Dublín en Adamstown. Desde la creación de la Autoridad de Desarrollo de los Docklands de Dublín en 1997, la zona de los Docklands de Dublín se sometió a una remodelación a gran escala, que incluyó la construcción del Centro de Convenciones de Dublín y el Grand Canal Theatre. Terminado en 2018, el Capital Dock de Dublín es el edificio más alto de la República de Irlanda, con 79 metros (259 pies) de altura (la Torre Obel de Belfast, Irlanda del Norte, es la más alta de Irlanda). El Real Instituto de Arquitectos de Irlanda regula la práctica de la arquitectura en el Estado.

### Literatura

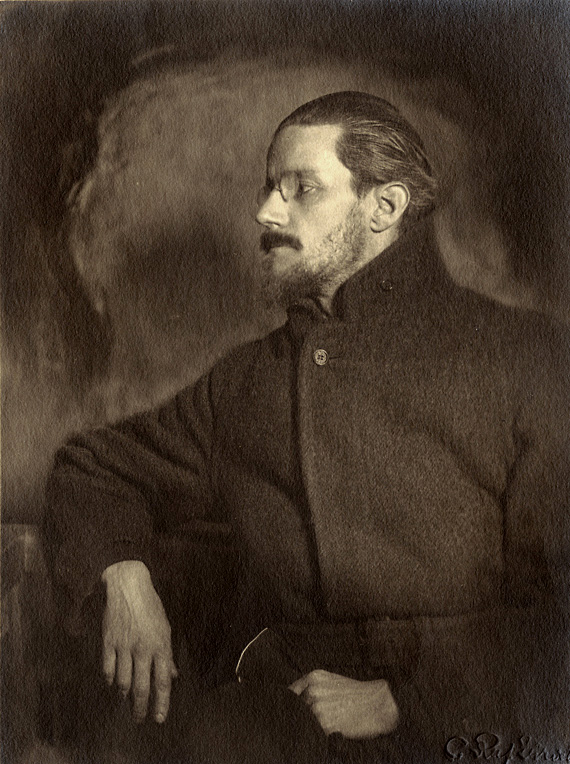
James Joyce.

La isla de Irlanda es famosa por el Libro de Kells, también conocido como Gran Evangeliario de San Columba, que es un manuscrito ilustrado con motivos ornamentales, realizado por monjes celtas hacia el año 800. Pieza principal del cristianismo irlandés y del arte irlandosajón, constituye, a pesar de estar inconcluso, uno de los más suntuosos manuscritos iluminados que han sobrevivido a la Edad Media.
Debido a su gran belleza y a la excelente técnica de su acabado, este manuscrito está considerado por muchos especialistas como uno de los más importantes vestigios del arte religioso medieval.
Escrito en latín, el Libro de Kells contiene los cuatro Evangelios (del Nuevo Testamento).
La poesía irlandesa representa la más vieja poesía vernácula en Europa. Los ejemplos más tempranos, como hemos visto, datan del siglo VI, y consisten generalmente en pequeñas obras líricas que tratan temas religiosos o naturalistas. Fueron compuestas frecuentemente por los escribanos en los márgenes de los manuscritos ilustrados que ellos mismos copiaban.
También aquí han nacido escritores tales como Jonathan Swift, Laurence Sterne, Brendan Behan, Douglas Hyde, Flann O'Brien, Sheridan Le Fanu, Sean O'Casey, George Berkeley, James Joyce, George Bernard Shaw, Richard Brinsley Sheridan, Oliver Goldsmith, Oscar Wilde, Bram Stoker, W. B. Yeats, Samuel Beckett, Seamus Heaney, Herminie T. Kavanagh, C. S. Lewis y otros.

### Ciencia y tecnología
El filósofo y teólogo irlandés Juan Escoto Eriúgena fue considerado uno de los principales intelectuales de la Alta Edad Media. Ernest Henry Shackleton fue una de las principales figuras de la exploración antártica. Junto con su expedición, realizó la primera ascensión al monte Erebus y el descubrimiento de la ubicación aproximada del Polo sur magnético. Robert Boyle fue un filósofo natural, químico, físico, inventor y científico del siglo XVII, al que se considera uno de los fundadores de la química moderna y se le conoce sobre todo por la formulación de la Ley de Boyle.
En el siglo XIX, el físico John Tyndall descubrió el efecto Tyndall. Nicholas Joseph Callan es conocido por su invención de la bobina de inducción, el transformador y el descubrimiento de un primer método de galvanización en el siglo XIX. William Thomson, o Lord Kelvin, es la persona que da nombre a la unidad absoluta de temperatura, el kelvin. Joseph Larmor, físico y matemático, realizó innovaciones en la comprensión de la electricidad, la dinámica, la termodinámica y la teoría de los electrones de la materia, cuya obra más influyente fue Aether and Matter, un libro de física teórica publicado en 1900.
Otros físicos irlandeses notables son Ernest Walton, Premio Nobel de Física en 1951, compartido con John Douglas Cockcroft, por dividir el núcleo del átomo por medios artificiales y sus contribuciones al desarrollo de una nueva teoría de la ecuación de onda.
Irlanda cuenta con nueve universidades, siete en la República de Irlanda y dos en Irlanda del Norte, entre ellas el Trinity College de Dublín y la Universidad Colegio Dublín, así como numerosos colegios e institutos de tercer ciclo y una rama de la Open University, la Universidad Abierta de Irlanda.
En 2015, Irlanda obtuvo la posición 21 en índice de innovación de Bloomberg. Mientras que en el Índice mundial de innovación de 2022, a cargo de la Organización Mundial de la Propiedad Intelectual, se posicionó en el lugar 23; en 2023 escaló al lugar 22 y en 2024 al lugar 19.

### Sociedad

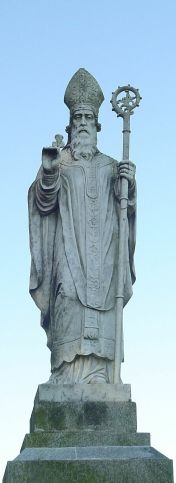
San Patricio, santo patrón.

La fiesta nacional es el 17 de marzo en honor al patrón de Irlanda: San Patricio (Saint Patrick en inglés o Pádraig en irlandés), que fomentó el cristianismo en la isla.
De él se dice que expulsó a las serpientes de todo el territorio. El arpa, que aparece en el escudo de la provincia de Leinster y el trébol de tres hojas, también son símbolos con los cuales se identifican a los irlandeses. También se podría hablar del color verde como un color con el que se identifican los irlandeses e inmigrantes alrededor del mundo provenientes de Irlanda.
El trébol de tres hojas es símbolo porque se dice que San Patricio lo utilizaba para explicar el dogma de la Santísima Trinidad.
Los enamorados y amistades verdaderas sellan su alianza con el Anillo de Claddagh. Místico y hermoso, tiene su origen hace 300 años en una antigua aldea pesquera en Claddagh, a las afueras de la ciudad de Galway, en la costa oeste de Irlanda. El anillo se entrega como símbolo de amistad o como arra nupcial.
El día de después de Navidad, el 26 de diciembre, se celebra San Esteban. El 1 de febrero es la fiesta celta del Imbolc, la fiesta de la fertilidad de la Tierra y de la diosa Bríd, la diosa del fuego. Hoy en día, es la fiesta de la Santa Brígida (Saint Brigid en inglés o Bríd en irlandés), el segundo patrón del país. Los irlandeses ponen las cruces de Santa Brígida en sus casas para impedir fuego. Otras celebraciones precristianas conservan sus nombres paganos en irlandés y son el nombre de algunos de los meses del año: Bealtaine (mayo) la fiesta del principio del verano, Lúnasa (agosto) la fiesta de la cosecha y Samhain (noviembre) la fiesta de los muertos y el año nuevo. Esta última, parecida a la fiesta de Todos los Santos.

### Cine
Personalidades
Varias son las figuras internacionales que ha aportado el país y que han triunfado en Hollywood como Maureen O'Hara, Barry Fitzgerald, George Brent, Arthur Shields, Maureen O'Sullivan, Richard Harris, Peter O'Toole, Pierce Brosnan, Gabriel Byrne, Brendan Gleeson, Colm Meaney,Colin Farrell, Robert Sheehan, Brenda Fricker, Jonathan Rhys-Meyers, Stuart Townsend, Cillian Murphy, Colin Morgan, Katie McGrath, Saoirse Ronan, Domhnall Gleeson, Michael Gambon, Aidan Turner y Evanna Lynch. También destacan directores como Neil Jordan o Jim Sheridan, y un caso especial es el de Daniel Day-Lewis, actor británico que se nacionalizó irlandés después de interpretar a Gerry Conlon en la película En el nombre del padre.
Películas rodadas en Irlanda
Varias son las películas que se han rodado en el país, como The Quiet Man, Braveheart, Excalibur,
P.S. I Love You, Leap Year, El rey Arturo: La verdadera historia que inspiró la leyenda, La hija de Ryan,
Saving Private Ryan, Star Wars: Episodio VII o Ballykissangel. También cabe recordar películas que han evocado a la historia del país como Michael Collins basada en la vida del revolucionario irlandés o El Viento que Agita la Cebada de Ken Loach sobre la guerra de Independencia irlandesa.

### Música y Danza
En Irlanda se cuida mucho la música tradicional irlandesa, pero aparte destacan figuras musicales del tardío siglo XX como Enya, Christy Moore, Pat Ingolsby, Shane MacGowan y Sinéad O'Connor. También se destaca la banda de rock U2, My Bloody Valentine, Imelda May, The Corrs, The Cranberries, Bob Geldof, Gary Moore, Thin Lizzy, Horslips, Rory Gallagher, Westlife, Boyzone, The Script, Niall Horan (miembro de la boyband One Direction) y Chris de Burgh. En música más tradicional destacan Enya, The Irish Rovers, The Dubliners, Tara Blaise y The Chieftains entre otros, además de James Galway (flautista clásico), Roisin Murphy vocalista del grupo Moloko. También destacan los cantantes masculinos de baladas como Ronan Keating, Hozier, y Damien Rice.

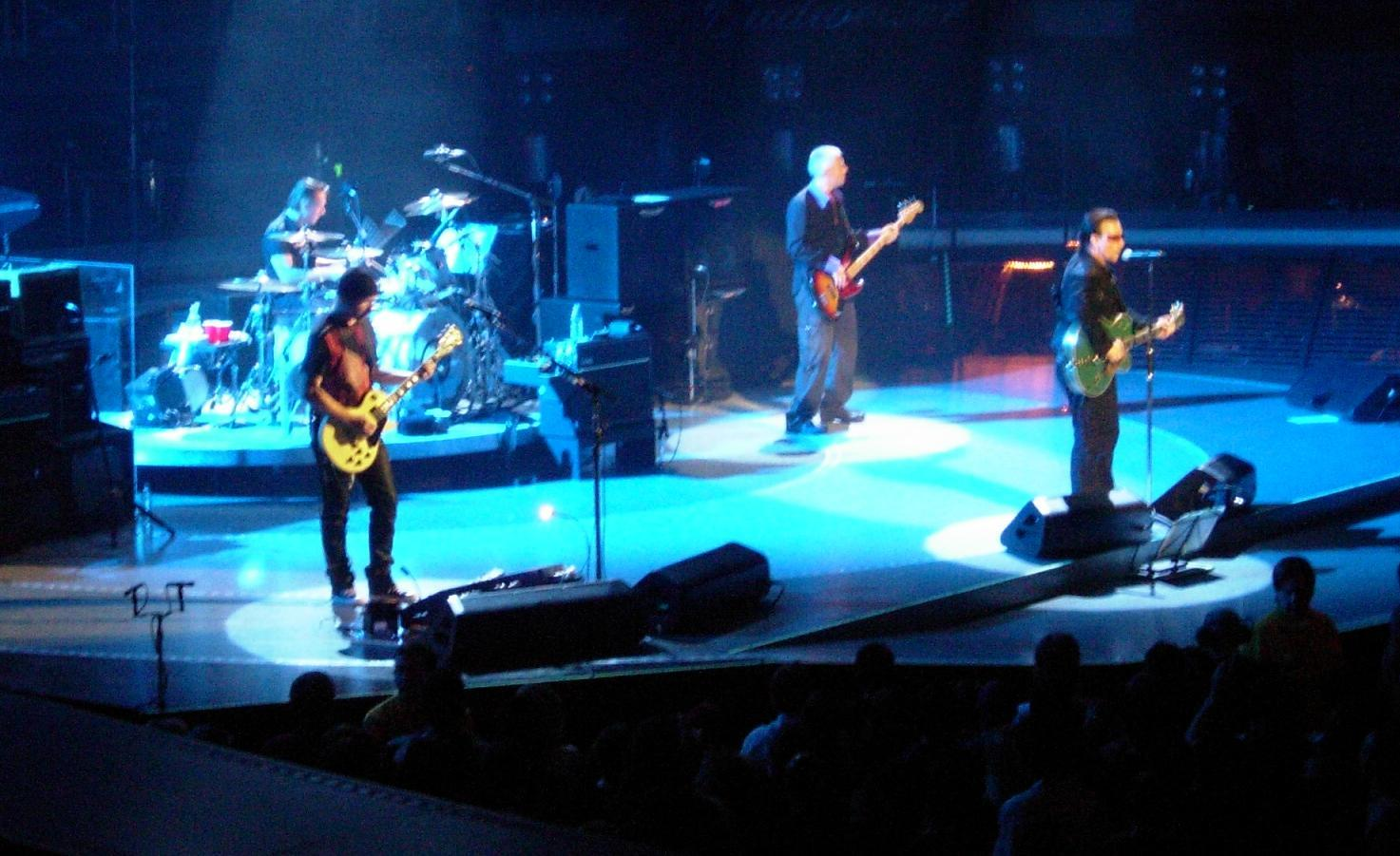
U2, una de las bandas irlandesas más famosas de todos los tiempos.

Irlanda es el país que más veces ha ganado el Festival de la Canción de Eurovisión. Los irlandeses acumulan siete victorias, cuatro de ellas en los años 1990, hecho que coincide con la época dorada de la música irlandesa en el continente europeo.
La danza irlandesa puede dividirse, en líneas generales, en danza social y danza escénica. La danza social irlandesa puede dividirse en céilí y set dance. Los bailes de conjunto irlandeses son cuadrillas, bailadas por 4 parejas dispuestas en un cuadrado, mientras que los bailes céilí son bailados por formaciones variadas de parejas de 2 a 16 personas. También hay muchas diferencias estilísticas entre estas dos formas. El baile social irlandés es una tradición viva, y en todo el país se encuentran variaciones en determinados bailes. En algunos lugares se modifican deliberadamente los bailes y se coreografían nuevas danzas. El baile de interpretación se denomina tradicionalmente stepdance. El stepdance irlandés, popularizado por el espectáculo Riverdance, destaca por sus rápidos movimientos de piernas, manteniendo el cuerpo y los brazos prácticamente inmóviles. El stepdance en solitario suele caracterizarse por una parte superior del cuerpo controlada pero no rígida, brazos rectos y movimientos rápidos y precisos de los pies. Los bailes en solitario pueden ser de «zapato suave» o de «zapato duro».

### Mitología
Parte de la mitología del pueblo irlandés en la narración arturiana con la princesa irlandesa Isolda de Irlanda (conocida también como Isolda la Justa e Isolda la Bella), que es hija del rey Anguish y de Isolda, la reina madre. Es uno de los personajes principales de los poemas Tristán de Béroul, Tomás de Bretaña y Gottfried von Strassburg.
Otra de las leyendas de la mitología de la isla consiste en el místico Leprechaun, sabio y adinerado duende que si atrapas, te regalará su oro para que lo dejes marchar.

### Gastronomía

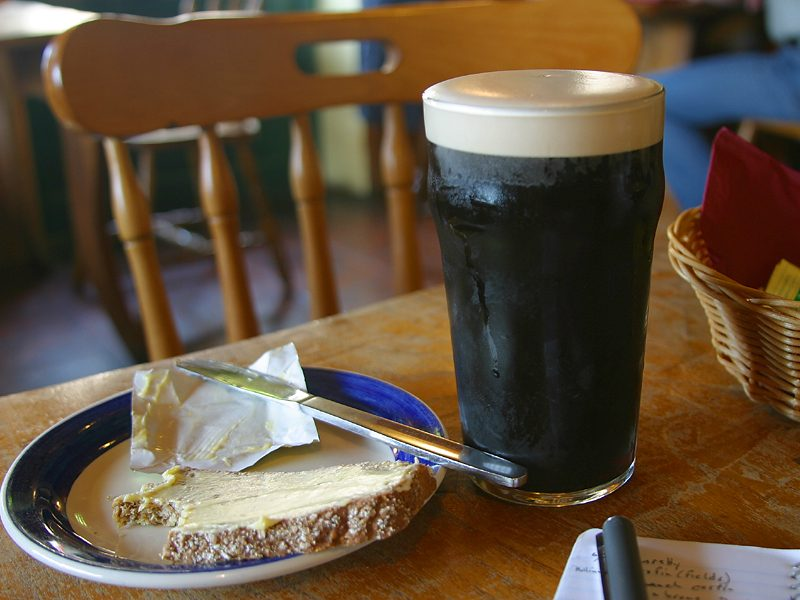
Una pinta de stout, una rebanada de pan de soda y algo de mantequilla untada.

Ejemplos de algunos platos típicos de la cocina irlandesa son el Irish stew y también la panceta con col (hervidos juntos). El boxty es un plato tradicional. En Dublín es muy popular el coddle, que se elabora con salchichas de carne de cerdo cocida. En Irlanda es famoso el desayuno irlandés, que se sirve principalmente con carne de cerdo y puede incluir fried potato farls.
Una de las bebidas más asociadas con Irlanda es la Guinness que se suele servir en los pubs, aunque también es popular la Smithwicks (que en el continente europeo se suele conocer como Kilkenny). Está siempre presente la tradición celta de tomar sidra, además del whisky de malta y el café irlandés. Desde 1974, Irlanda produce uno de los licores más afamados, la crema irlandesa Baileys, consistente en una mezcla de crema de leche con whisky irlandés, cuyo contenido alcohólico es del 17 % del volumen.

### Medios de comunicación
La Raidió Teilifís Éireann (RTÉ) es el servicio público de radiodifusión de Irlanda, financiado por un canon de televisión y por la publicidad RTÉ gestiona dos canales de televisión nacionales, RTÉ One y RTÉ Two. Los otros canales de televisión nacionales independientes son Virgin Media One, Virgin Media Two, Virgin Media Three y TG4, este último es un servicio público de radiodifusión para los hablantes de la lengua irlandesa. Todos estos canales están disponibles en Saorview, el servicio nacional de televisión digital terrestre en abierto. Otros canales incluidos en el servicio son RTÉ News Now, RTÉjr y RTÉ One +1. Los proveedores de televisión por suscripción que operan en Irlanda son Virgin Media y Sky.
La división norirlandesa de la BBC está ampliamente disponible en Irlanda. BBC One Irlanda del Norte y BBC Two Irlanda del Norte están disponibles en los proveedores de televisión de pago, incluyendo Virgin y Sky, así como a través de la superposición de señales por Freeview en los condados fronterizos.
Apoyada por el Irish Film Board, la industria cinematográfica irlandesa creció significativamente desde la década de 1990, con la promoción de películas autóctonas así como la atracción de producciones internacionales como Braveheart y Saving Private Ryan.
Hay un gran número de emisoras de radio regionales y locales en todo el país. Una encuesta demostró que un 85% de los adultos escuchan diariamente una mezcla de emisoras nacionales, regionales y locales. RTÉ Radio opera cuatro emisoras nacionales, Radio 1, 2fm, Lyric fm y RnaG. También opera cuatro emisoras de radio DAB nacionales. Hay dos emisoras nacionales independientes: Today FM y Newstalk.
Irlanda cuenta con una prensa escrita tradicionalmente competitiva, que se divide en periódicos nacionales diarios y regionales semanales, así como en ediciones dominicales nacionales. La fuerza de la prensa británica es una característica única del panorama de la prensa escrita irlandesa, con la disponibilidad de una amplia selección de periódicos y revistas publicados en Gran Bretaña.
Eurostat informó de que el 82% de los hogares irlandeses tenía acceso a Internet en 2013, frente a la media de la UE del 79%, pero solo el 67% tenía acceso de banda ancha.

## Deportes
- Irlanda en los Juegos Olímpicos

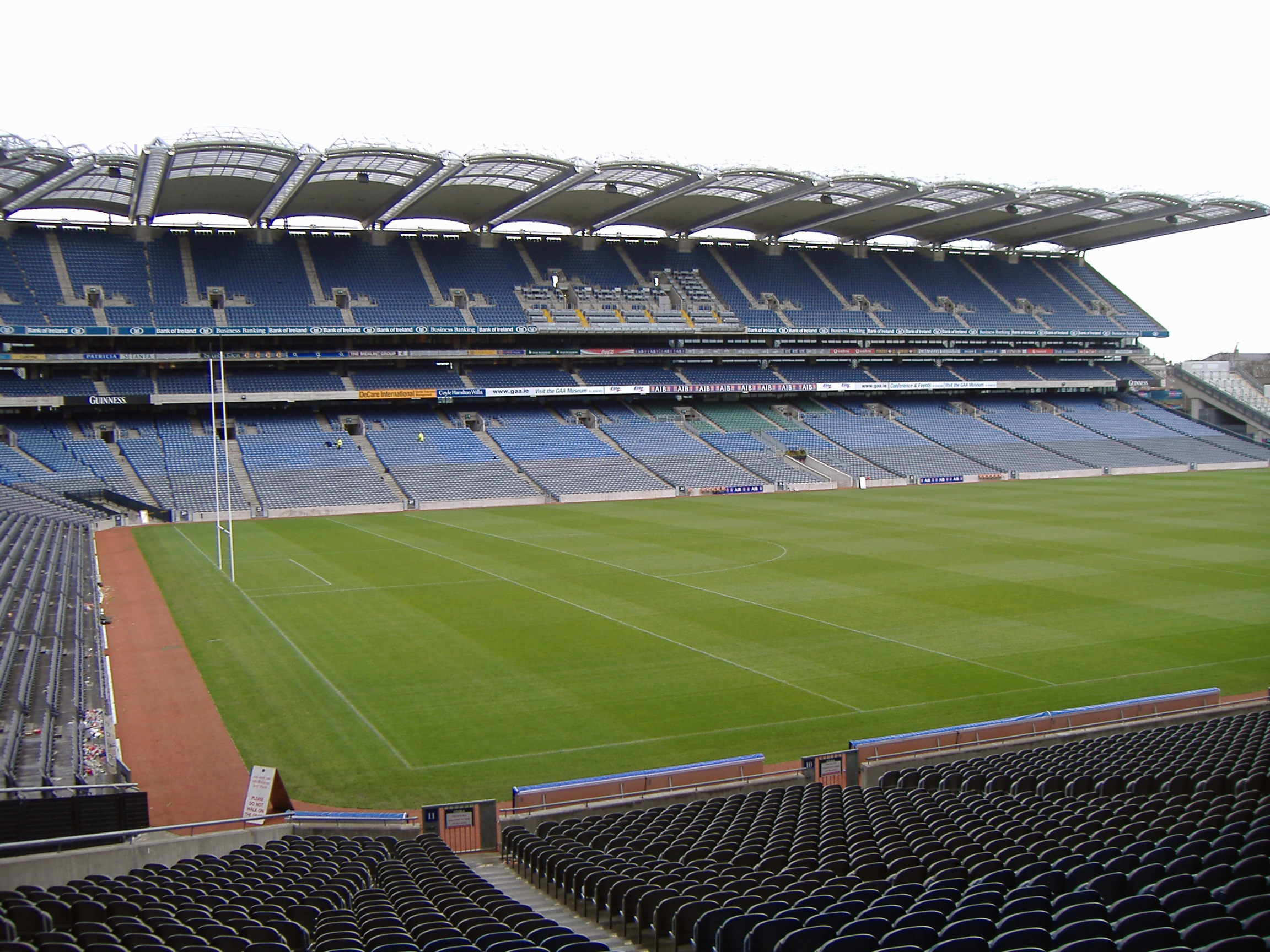
Estadio Croke Park, Dublín.

Los deportes más practicados y seguidos en Irlanda son el hurling y el fútbol gaélico, al que los irlandeses llaman simplemente fútbol; deportes autóctonos organizados por la Asociación Atlética Gaélica, que también organiza otros deportes nacionales minoritarios, todos ellos estrictamente amateurs.
Debido a que estos deportes son prácticamente jugados solamente en Irlanda (existen tan solo dos equipos de fuera del país que juegan el campeonato interprovincial de hurling: uno en Londres y otro en Nueva York), el deporte por el que Irlanda es más conocida internacionalmente es el rugby (es miembro fundador del torneo actualmente conocido como Torneo de las Seis Naciones, ganándolo en varias ocasiones). Es el actual campeón habiendo perdido un solo partido contra Gales, y el fútbol, contando con su propio campeonato nacional, la Liga irlandesa de fútbol. Además la selección de fútbol de Irlanda ha conseguido clasificarse en tres ocasiones para la Copa Mundial de Fútbol, obteniendo su mejor resultado en 1990, cuando fue eliminada en cuartos de final.
Cabe decir que mientras en fútbol el equipo nacional solo representa al territorio republicano, en rugby representa a toda la isla, incluidos los condados del Úlster que pertenecen a Irlanda del Norte.
En otros deportes se puede destacar a Dave Finlay, Finn Bálor, Becky Lynch y Sheamus, famosos luchadores de la WWE, este último dos veces campeón mundial en su primer año; al antiguo campeón del mundo de snooker, Ken Doherty, al primer campeón de los pesos pesados de boxeo, John L. Sullivan, a los también campeones del mundo de boxeo Barry McGuigan y Steve Collins, jugadores de golf como Des Smyth, Christy O' Connor (padre e hijo), Padraig Harrington, Shane Lowry o Paul McGinley, ciclistas como Stephen Roche (el primer irlandés en ganar el Tour de Francia), Sean Kelly (vencedor de una edición de la Vuelta a España) o Daniel Martin y al excampeón del peso pluma y peso ligero de la UFC, Conor McGregor.
También, aunque sea un deporte de interés minoritario en Irlanda, cabe destacar la presencia de su selección nacional en la Copa mundial de críquet de 2007 donde pasó la primera ronda eliminando a Pakistán.
En el mundo del motor, el antiguo equipo irlandés de Fórmula 1, Jordan Grand Prix, ganó varias competiciones del campeonato mundial. Los pilotos de automovilismo Derek Daly y Ralph Firman obtuvieron puntos en Fórmula 1 y obtuvieron victorias en resistencia. El Rally de Irlanda celebrado desde 2005, ha formado parte del Campeonato Mundial de Rally en dos ocasiones 2007 y 2009.